# Historia del racismo

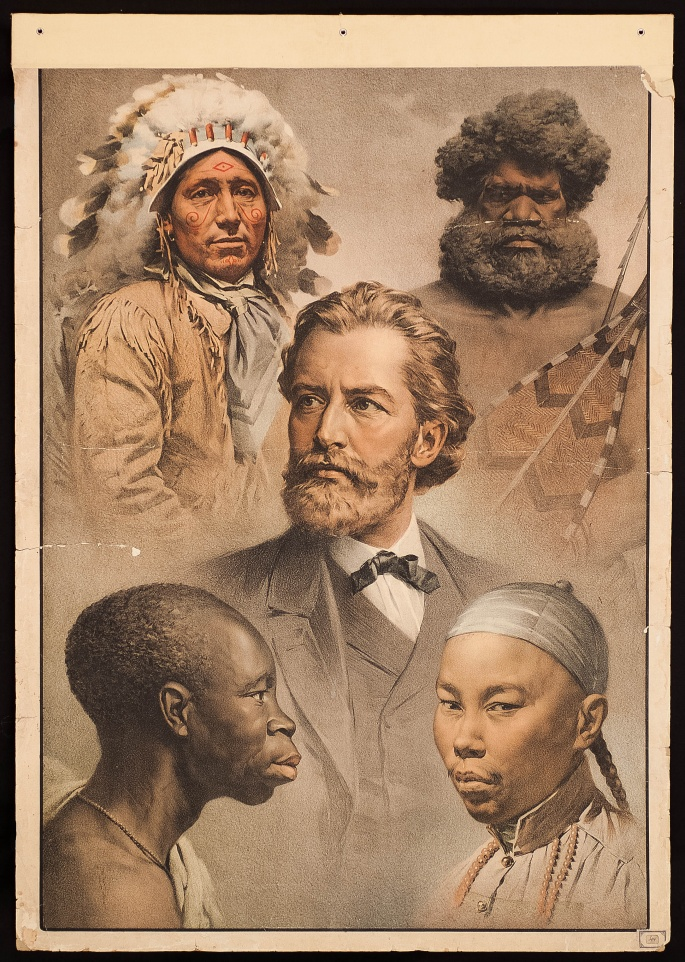
Postal mostrando las "cinco razas humanas" con la "blanca" en el centro.

La historia del racismo en Occidente es compleja y multifacética, con antecedentes en la Antigüedad clásica, aunque el fenómeno de la discriminación racial organizada surgió en los siglos posteriores. Si bien algunos historiadores señalan los estatutos de limpieza de sangre de la Monarquía Hispánica en el siglo XV, estos documentos legislativos no se basaban en una discriminación étnica o racial, sino religiosa, dirigida hacia la integración de conversos judíos y musulmanes, sin importar su origen étnico.
El racismo anglosajón hacia África y otros continentes se consolidó especialmente entre los siglos XVII y XX, con la creación de un sistema esclavista profundamente lucrativo en las colonias de América y el Caribe, donde millones de africanos fueron secuestrados y vendidos como esclavos. Este comercio transatlántico de personas, organizado mayormente por potencias anglosajonas como Inglaterra, y luego Estados Unidos, estableció un sistema de opresión basado estrictamente en la raza, justificando el sometimiento a través de teorías de superioridad racial. La expansión del racismo científico en el siglo XIX y principios del siglo XX formalizó y “justificó” el racismo a nivel institucional, sirviendo de base para políticas de segregación y explotación racial en numerosos países, especialmente en Estados Unidos y las colonias británicas en África.
Aunque el racismo científico fue desacreditado tras la Segunda Guerra Mundial, formas de racismo estructural y racismo cultural han perdurado en el siglo XXI, afectando a minorías étnicas en diversas partes del mundo.

## Antigüedad clásica
En 2003 el historiador Benjamin Isaac publicó el libro The invention of Racism in Classical Antiquity que levantó una gran controversia porque en él afirmaba que, aunque «el racismo no existía en la Antigüedad clásica, bajo la forma moderna de un determinismo biológico», «ciertos rasgos característicos del racismo se encuentran ya en los textos de la literatura antigua, y las lecturas que han sido hechas sobre ellos en períodos ulteriores de la historia occidental les han conferido, bajo diferentes formas, una influencia que no hay que pasarla por alto». Isaac afirmaba la existencia de un «pensamiento racista pre-moderno» entre los griegos y los romanos por lo que la «genealogía» del racismo en Occidente, en la medida en que este «consiste siempre en un esfuerzo por racionalizar prejuicios irracionales», se podía «rastrear» hasta «la Antigüedad clásica».

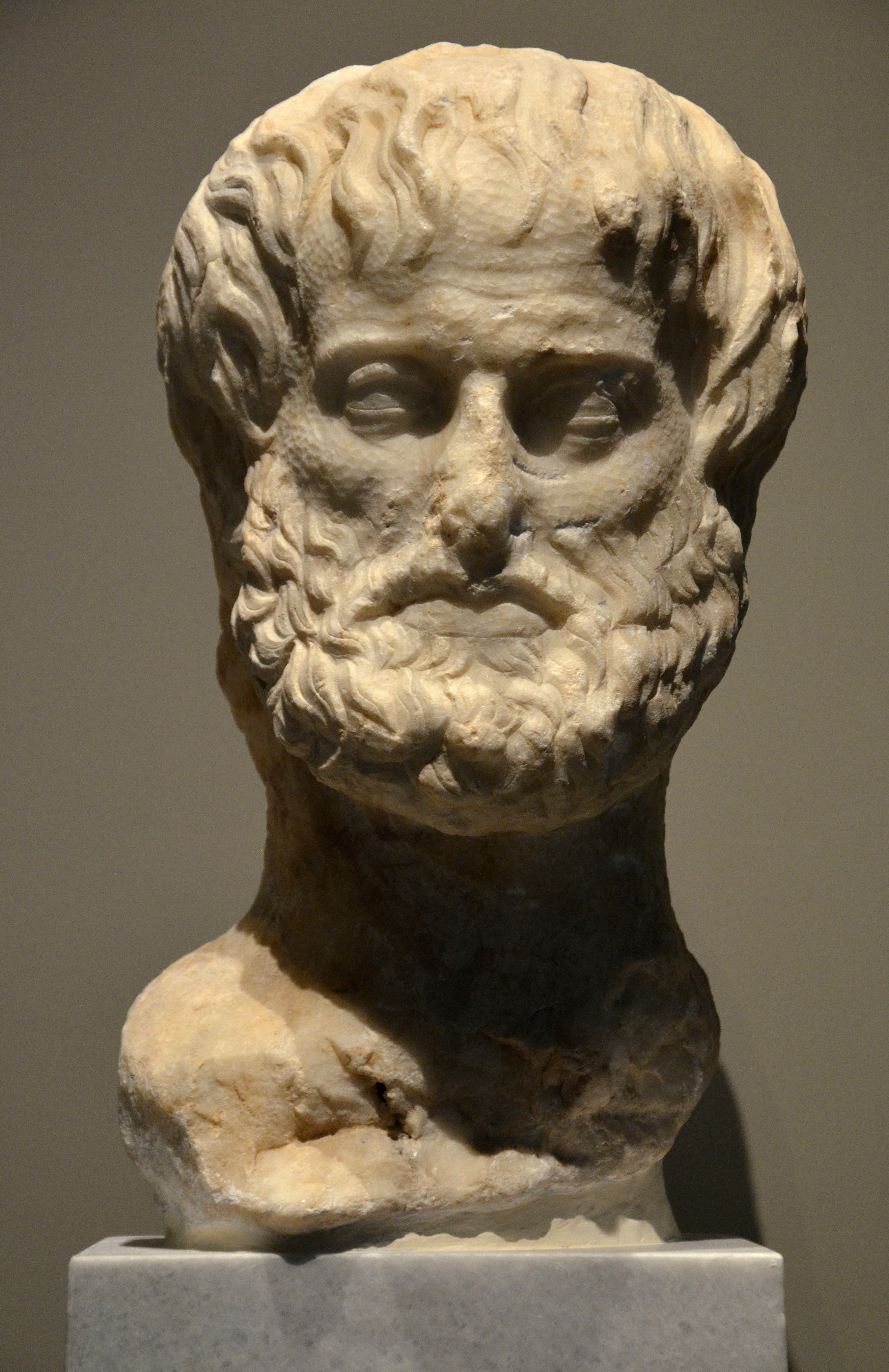
Busto de Aristóteles (copia romana de un original griego del 325-) “Los pueblos de Asia son de espíritu hábil, pero les falta valor, de manera que están condenados a la esclavitud. Pero el linaje [genos] de los griegos no cesa de ser libre y de tener muy buenas instituciones políticas, y de ser capaz de dirigir a la humanidad entera si se llegara a una politeia única” (Aristóteles, Política, 1327b).

Entre los «rasgos característicos del racismo [que] se encuentran ya en los textos de la literatura antigua», Isaac ha señalado el determinismo medioambiental ampliamente admitido a partir de mediados del siglo V a. C. y que fue expuesto por primera vez en detalle en el tratado atribuido a Hipócrates Aires, aguas, lugares. Así los asiáticos, que habitan un clima cálido y meridional, serían indolentes y pacíficos, pero inteligentes, mientras que los europeos, que viven en un clima frío y septentrional, serían valientes y belicosos, pero faltos de inteligencia. Este modelo en el que los principales rasgos corporales y espirituales proceden del exterior y no son el resultado de cambios humanos ni de decisiones individuales, fue desarrollado por Aristóteles en el siglo siguiente en su Política. Para Aristóteles lo que explica en primer lugar las características esenciales de la sociedad es el medio ambiente. Para apoyar esta tesis Aristóteles recurrió a la teoría de los caracteres adquiridos según la cual los rasgos físicos y mentales adquiridos por un individuo a lo largo de su vida pasan a sus descendientes.
Aristóteles fue más allá que Hipócrates al señalar que el medio ambiente ideal en el que vivían los griegos les predisponía a gobernar a los pueblos menos favorecidos por la naturaleza y que al combinar las mejores cualidades de los europeos y de los asiáticos estaban capacitados para gobernar a la humanidad entera. Isaac apunta «que no es trivial por otra parte que el filósofo, que sugiere un derecho de los griegos al poder universal, haya sido tutor de Alejandro de Macedonia». Sin embargo, como ha destacado Maurice Sartre, hay autores de la Antigüedad como Estrabón, que no tienen en cuenta la teoría medioambiental en su descripción de los pueblos y de sus costumbres, y por otro lado este historiador francés recuerda que las teorías que griegos y romanos desarrollaron para justificar la dominación sobre otros pueblos, «nunca desembocaron en políticas de exterminio, ni de exclusión deliberada. ¡Bien al contrario! Los griegos y los romanos permitieron muy ampliamente la integración de los “bárbaros”».

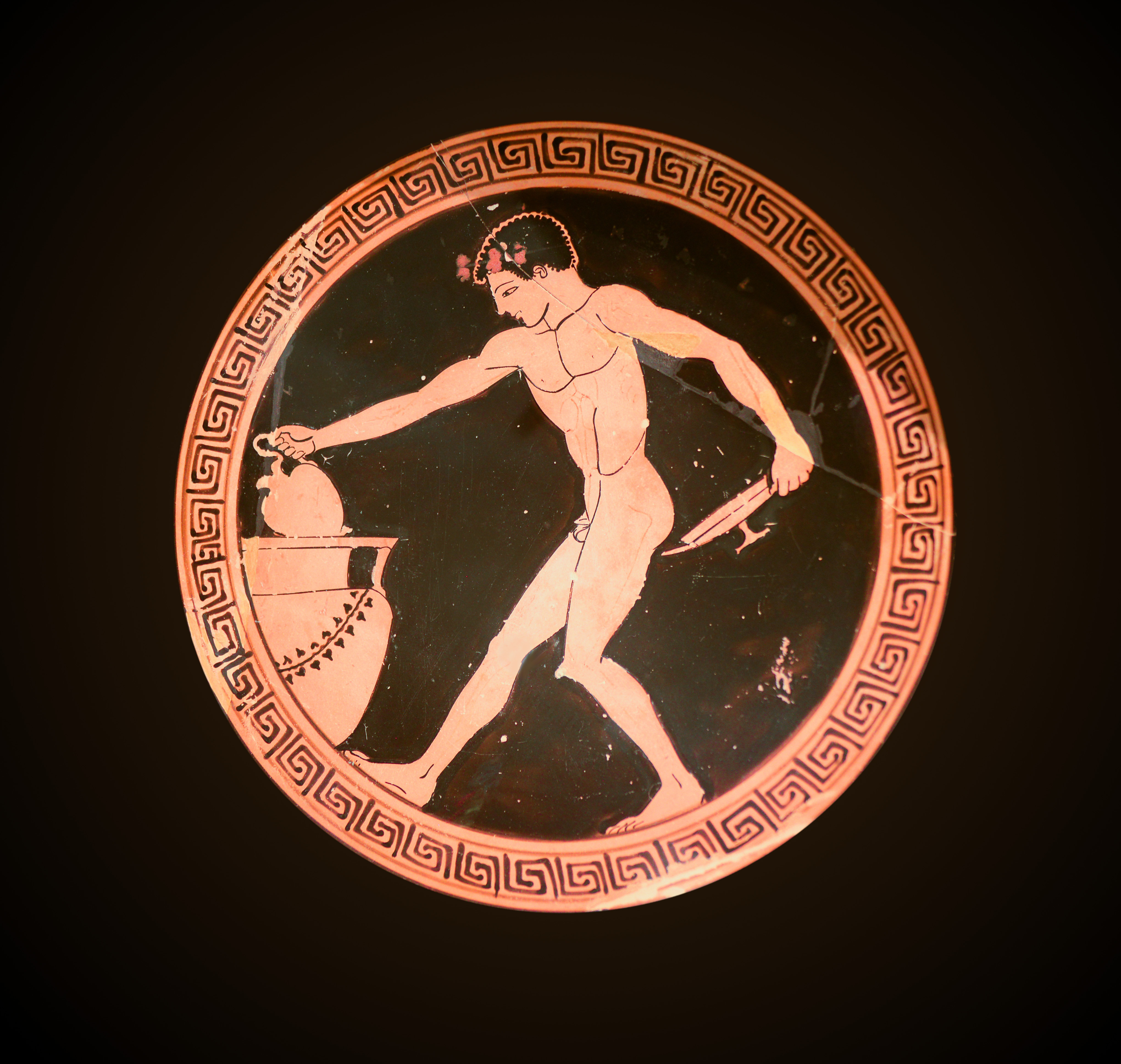
Esclavo sirviendo en un banquete (cerámica ática de finales del)

La teoría del determinismo medioambiental es la que le permite a Aristóteles justificar la esclavitud. «Aristóteles afirma que la esclavitud es natural y justa, porque ciertos seres humanos son de una conformación tal que les faltan cualidades esenciales que hacen al hombre completo. Asigna así a individuos y a pueblos específicos un lugar inferior en la sociedad… Se impone la idea de que los que han sido reducidos a la esclavitud lo merecen, y que no existe una posición más ventajosa para ellos que la de esclavo». Pero, como destacan los historiadores que se oponen a las tesis de Isaac, los griegos también esclavizaban a otros griegos por lo que la esclavitud «no fue nunca legitimada por la pretendida inferioridad racial de ciertos pueblos». Y por otro lado, como ha señalado Christian Geulen, «los esclavos eran una capa de población “multicultural” en tan gran medida que no existía apenas relación entre su esclavitud y su origen étnico y cultural. El tener que llevar una existencia de esclavo, en general, era consecuencia de haber perdido una guerra y no de una pertenencia específica».
Isaac también ha señalado como otro rasgo «proto-racista» el mito de la autoctonía de la polis de Atenas, según el cual los atenienses ocupaban la tierra en la que vivían desde el inicio de los tiempos, por lo que sus linajes eran puros. Como consecuencia de este mito la asamblea ateniense aprobó en 451-450 a. C. a propuesta de Pericles un decreto que endurecía las condiciones de acceso a la ciudadanía ya que sólo podrían ser miembros de la polis los hijos de padre y madre atenienses. Según Isaac, «esta valorización de la autoctonía tiene como consecuencia, general entre todos los griegos, una visión peyorativa de la sangre mezclada, que conduciría a la degeneración. Esta valorización de la sangre pura mantiene con el racismo moderno una innegable proximidad».
Sin embargo, los historiadores contrarios a las tesis de Isaac no han interpretado la autoctonía ateniense de la misma forma. «Con el mito de la autoctonía, la ciudad de Atenas se piensa, a partir de mediados del siglo V a. C., como un grupo de parientes, dotados de los mismos ascendientes y descendientes», ha afirmado Paulin Ismard. Este historiador cita a Tucídides para quien «es la cultura la que define las identidades colectivas de los diferentes pueblos según una concepción universalista de la naturaleza humana», de lo que se deduce que es más apropiado hablar de «etnicidad» que de «raza» para referirse a la «forma en que los griegos concebían la identidad cultural y biológica de los diferentes pueblos». Por su parte Maurice Sartre cita a Isócrates que dio una definición del griego que privilegiaba la cultura en detrimento del nacimiento: «Se llama griegos más bien a las gentes que participan de nuestra educación más que a los tienen el mismo origen que nosotros».

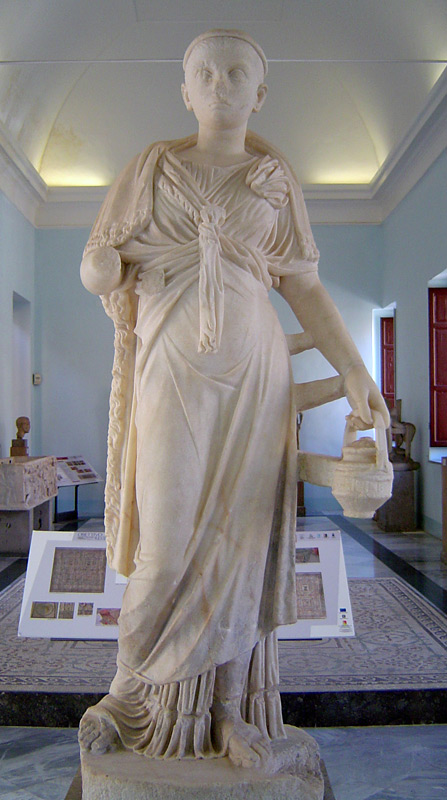
Escultura romana representando una sacerdotisa del culto egipcio de Isis. El Imperio Romano supo integrar las otras culturas.

Los historiadores que se oponen a las tesis de Isaac niegan que se pueda aplicar al mundo greco-romano el concepto de «raza» (palabra que no existe ni en griego ni en latín, aunque algunos autores la identifican con el genos, como tampoco existen los términos «racismo», «prejuicio» o «discriminación», como el propio Isaac reconoce, aunque afirma que el término «bárbaro» «vehicula, con fuerza, una imagen negativa de los no-griegos») y por tanto difícilmente se le puede imputar a la Antigüedad clásica el origen del racismo en Occidente. Paulin Ismard lo afirma con rotundidad: «El pensamiento de la alteridad entre los autores griegos no ha dado lugar a la elaboración de ideologías raciales. La invocación regular del ‘’genos’’ (el linaje, o la filiación) o de la ‘’eugenesia’’ (el buen nacimiento) para identificar grupos y comunidades no ha desembocado en la construcción de categorías raciales coherentes».
Lo mismo afirma Christian Geulen: «No puede hablarse de nacimiento del racismo a partir del espíritu de la Antigüedad». «Ni Aristóteles ni ningún griego habría llegado a pensar que un mundo sin bárbaros sería un mundo mejor. A lo sumo en situaciones concretas, pero nunca básicamente eran considerados como una amenaza, un peligro o una enfermedad. […] Las instituciones políticas y culturales no conocieron ninguna discriminación sistemática de individuos o grupos por sus rasgos físicos o étnicos, en gran parte a causa de su multiculturalismo. Aunque hubo excepciones, parece que en la Antigüedad a casi nadie le molestaba de manera relevante el color de la piel y otros “rasgos raciales”, ni las características de los pueblos extranjeros. […] Ver un peligro para la propia cultura en la existencia en sí de comunidades culturales ajenas dentro de las fronteras del Imperio, era extraño a la imagen propia tanto de los romanos como de los griegos».
Esto último también ha sido destacado por Maurice Sartre que pone como el «mejor ejemplo» al Imperio Romano ya que «funcionó como una formidable máquina de integrar, incluidas poblaciones que tenían una reputación detestable: cuántos tracios se convirtieron en ciudadanos por la vía del ejército, y el Senado se pobló de provinciales, incluidos los sirios. ¡Qué lejos se está de la máquinas de exclusión de los totalitarismos contemporáneos! ¡Mucho más! La integración a la antigua fue más de lo que se cree respetuosa de las culturas indígenas: convertirse en “griego” o en “romano” nunca acarreó el abandono de tradiciones ancestrales». Sin embargo, Sartre valora positivamente el libro de Benjamin Isaac ya que, «desvelando esta cara oscura del pensamiento antiguo», «ayuda a comprender mejor los mecanismos del pensamiento racista a través del tiempo». El mismo matiz apunta Christian Geulen: que los griegos y romanos no construyeran un pensamiento ni una praxis racista «no significa que haya que excluirlos de la historia del racismo».

## Edad Media
El cristianismo, convertido en el siglo IV en la religión oficial del Imperio Romano, aportó un nuevo concepto, el universalismo, hasta entonces ajeno a la Antigüedad: se consideraba la verdadera religión de toda la humanidad y «se basaba en la idea de un comienzo radicalmente nuevo, que el mundo había experimentado con la venida de Cristo». Con el cristianismo desaparecía la división entre romanos y «bárbaros», sustituida por la diferenciación entre los que ya formaban parte de la comunidad cristiana, los bautizados, y «los todavía no cristianos» (los paganos). Un grupo aparte lo formaban los heterodoxos y los herejes, los «ya no cristianos», que conociendo la «verdad» habían renunciado a ella por lo que debían ser perseguidos en cuanto que ponían en peligro al conjunto de la comunidad (un grupo especial lo constituían los judíos ya que eran la cuna de la religión cristiana y por tanto no eran perseguidos, pero solo «conllevados» que no tolerados como lo demostrarían los pogromos que sufrieron sobre todo a partir del siglo XIV). Las regiones desconocidas de la Tierra en el imaginario del Occidente medieval aparecían pobladas por seres fabulosos no destinados a la salvación. «En esta cosmovisión difícilmente puede percibirse una dimensión racista», ha afirmado Christian Geulen, quien añade que en cuanto a «los conflictos políticos medievales, apenas puede hablarse de motivos racistas reconocibles. […] Ordenar el mundo medieval según grupos étnicos y pueblos fue sólo un invento de la historiografía de los siglos XVIII y XIX, y en los estudios actuales sobre la Edad Media se considera superado».

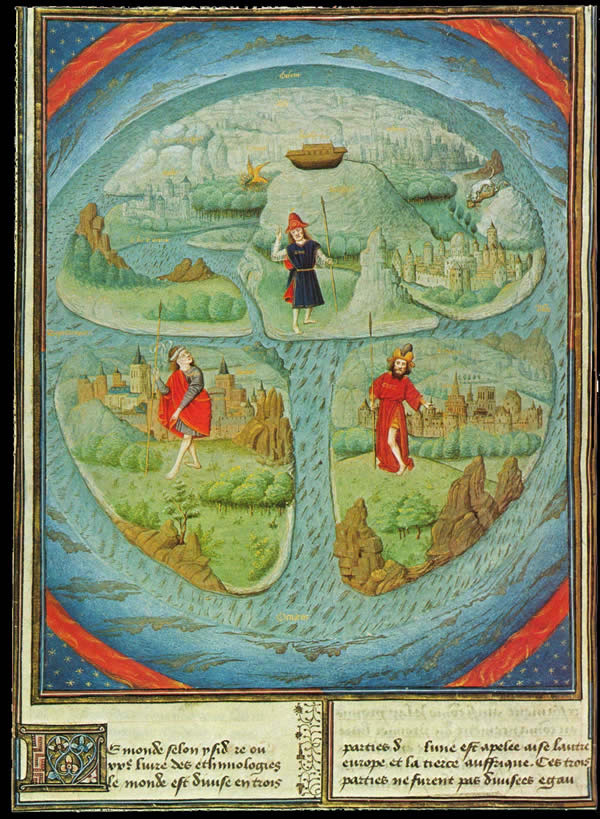
Mapa de T en O del. Arriba Asia (habitada por los descendientes de Sem), abajo a la izquierda Europa (habitada por los descendientes de Jafet) y abajo a la derecha África (habitada por los descendientes de Cam).

Por otro lado, en el Islam medieval la maldición de Cam, convenientemente reelaborada, fue utilizada para justificar la esclavitud de los negros al señalarlos como los descendientes de Cam que, según el relato bíblico, se había mofado de su padre Noé cuando lo encontró borracho y desnudo y Noé furioso había maldecido al hijo de Cam, Canaan, a ser «para sus hermanos el esclavo de los esclavos». En la Biblia nada se decía del color de la piel de Cam (en realidad se trataba de justificar la esclavitud de los cananeos, los grandes enemigos de Israel), pero en el siglo III el padre de la Iglesia Orígenes añadió a la maldición el prejuicio de la piel al afirmar que los hijos de Cam estaban abocados a una vida degradante marcada por la oscuridad (en sentido espiritual) y asoció a los etíopes, descendientes del hijo maldito de Noé, a los negros. En la Alta Edad Media los etíopes serán considerados el espíritu del mal que se opone al del ángel. Sin embargo, será el gran erudito árabe Al-Tabari el que en el siglo X afirmó claramente que la maldición de Cam había acarreado el ennegrecimiento de su piel por lo que sus descendientes eran los negros que estaban condenados a la esclavitud.
La identificación entre negros y esclavitud, como consecuencia de la maldición de Cam, se expandió poco a poco en el mundo islámico impregnando el imaginario colectivo, y sirvió para justificar la trata árabe de esclavos africanos, aunque en realidad la esclavitud tanto de blancos como de negros estaba establecida legalmente (con la condición de que procedieran de tierras no musulmanas) y no necesitaba de ninguna argumentación moral. De hecho varios autores se ocuparon de rebatir la «maldición de Cam» destacando la excelencia de los negros y explicando las diferencias del color de piel por el determinismo medioambiental (tomando como referencia a la Antigüedad clásica). Para Al-Jahiz, autor de Motivo de orgullo de los Negros sobre los Blancos, «la negrura como la blancura [de la piel] resultan de las propiedades del entorno, de la misma manera que Dios ha hecho que el agua y el suelo estén influenciados por la proximidad del sol, su fuerza o la falta de esta».
En Europa fue en el siglo XIX cuando se desarrolló la interpretación racista del texto de la maldición de Cam (Gén. 9:18-29). La Biblia indicaría que hay tres razas humanas, provenientes de los tres hijos de Noé: Sem, Cam y Jafet. De Sem descenderían los judíos y árabes; de Cam, los negros; y de Jafet, los blancos. La interpretación de este pasaje de la Biblia sostuvo que la maldición de Cam fue una maldición de Dios a la "raza negra", por la cual esta era condenada a servir a los blancos, versión que fue ampliamente difundida e incluso enseñada a los jóvenes africanos por las autoridades coloniales y los misioneros católicos y protestantes a través de los libros escolares, especialmente durante la primera mitad del siglo XX.

## Edad Moderna

### La «limpieza de sangre»

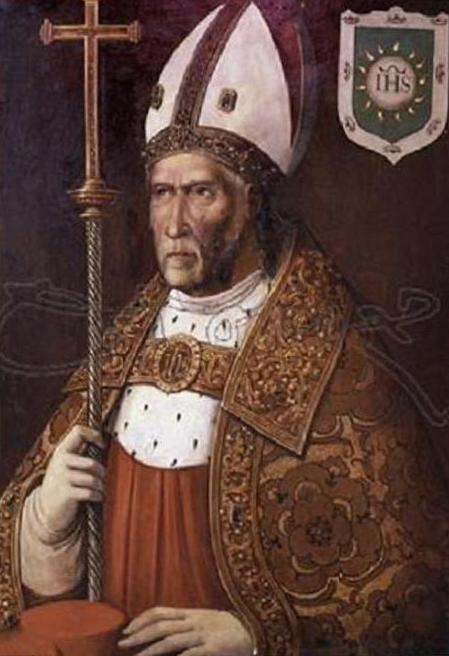
Retrato de Juan Martínez Silíceo, arzobispo de Toledo, por Francisco de Comontes. Nombrado en 1546, Martínez Silíceo, que se sentía muy orgulloso de ser un cristiano viejo, se opuso al nombramiento de un converso —cuyo padre había sido condenado por la Inquisición— para una canonjía vacante de la catedral. Silíceo logró que el papa revocara el nombramiento —en una carta le dijo que si se le admitía convertiría la sede toledana en una «nueva sinagoga»— y a continuación, el 23 de julio de 1547, convocó una reunión del cabildo en la que por 24 votos contra 10 se aprobó un estatuto de limpieza de sangre. Dos meses después el estatuto fue suspendido, debido al rechazo que levantó entre varios eclesiásticos de la diócesis toledana, pero en 1555 el papa lo aprobó y a continuación el rey Felipe II, lo ratificó

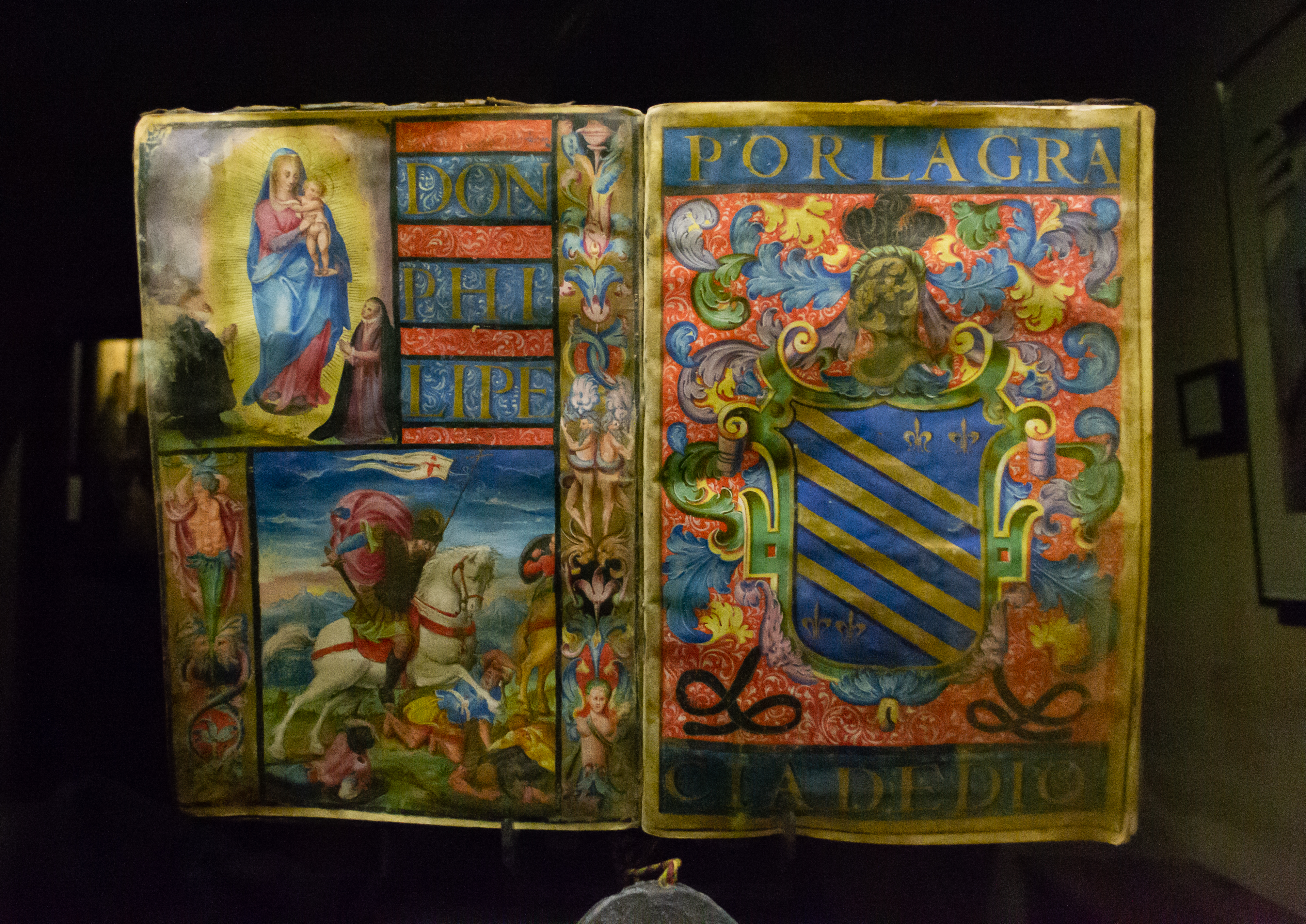
Ejecutoria o Proceso de limpieza de sangre de la familia Crespo López (Granada, Palacio de los Olvidados). Los que pretendían acceder a determinados cargos debían demostrar que entre sus antecesores no había habido nadie condenado por la Inquisición o que era judío o musulmán. Si las pruebas genealógicas que presentaba no eran consideradas suficientes, se nombraba una comisión que visitaba las localidades donde podía obtener información y tomar declaraciones juradas a testigos acerca de los ascendientes del pretendiente. El proceso podía durar años y eran frecuentes los sobornos y el perjurio para demostrar que se era «cristiano viejo».

Los estatutos de limpieza de sangre fueron el mecanismo de discriminación legal en la Monarquía Hispánica (y el Reino de Portugal) hacia la minoría judeoconversa (que junto con los miembros de la minoría morisca constituían los cristianos nuevos). Consistían en exigir al aspirante a ingresar en las instituciones que lo adoptaban el requisito de descender de «cristiano viejo», es decir, de no tener ningún antepasado judío. Su principal problema, y que causó el rechazo de determinados sectores eclesiásticos, era el hecho de que presuponían que ni siquiera el bautismo lavaba los pecados de los individuos, algo completamente opuesto a la doctrina cristiana. Es decir, que este rechazo fue de carácter religioso (frente a judíos y conversos) y no étnico o racial. El primer estatuto de limpieza de sangre fue la "Sentencia-Estatuto" aprobada en 1449 en la ciudad de Toledo.
Los estatutos de limpieza de sangre se basaban en «la idea de que los fluidos del cuerpo, y sobre todo la sangre, transmitían del padre y la madre a los hijos un cierto número de cualidades morales» y en la de que «los judíos, en tanto que pueblo, eran incapaces de cambiar, a pesar de su conversión». Como dijo fray Prudencio de Sandoval del «santo y prudente» estatuto de limpieza de sangre de la catedral de Toledo de 1555, que sirvió de modelo a todos los posteriores,

¿Quién podrá negar que en los descendientes de los judíos se perpetúa y dura la inclinación al mal de su antigua ingratitud y desconocimiento, como en los negros el accidente inseparable de su negritud? Incluso si se unen mil veces con mujeres blancas, sus hijos nacen con el color castaño de su padre. Así, el judío puede descender por tres lados de gentilhombres o de viejos cristianos, un único mal linaje lo infecta y lo echa a perder, porque por sus acciones, en todos los sentidos, los judíos son dañinos.

El historiador francés Jean-Frédéric Schaub ha atribuido los estatutos de limpieza de sangre a la competencia para el acceso a los cargos y a las dignidades que para los cristianos, que pronto se llamarán a sí mismos «cristianos viejos», suponían los «cristianos nuevos», liberados por fin de las numerosas restricciones que como judíos padecían antes de la conversión. Además, «eclesiásticos y magistrados temían el debilitamiento de la ortodoxia católica romana» que podía suponer la entrada en la comunidad cristiana de estos nuevos miembros.
Según Henry Kamen, «fue sin duda la Inquisición la que, a partir de 1480, dio mayor impulso a la propagación de la discriminación [contra los conversos]. El antagonismo social, del que ya muchos españoles eran conscientes, fue aumentando en ese momento con el espectáculo de miles de judaizantes, a los que se había hallado culpables de prácticas heréticas y a los que se había condenado a la hoguera. Parecía como si la religión verdadera debiera ser protegida excluyendo a los conversos de todos los cargos importantes».
La nueva división entre «cristianos viejos» y «cristianos nuevos» (y no-cristianos), que había sustituido a la medieval entre cristianos y no-cristianos, se tradujo en un interés generalizado por la genealogía. «Por todas partes, las familias se dedicaron a establecer su ascendencia para afirmar mejor su posición social. Los viejos cristianos deseaban probar que no estaban mezclados con los convertidos. Los nuevos cristianos, mediante el recurso a la falsificación, intentaban borrar las huellas del pasado de sus ancestros».
Sigue siendo objeto de debate si los estatutos de limpieza de sangre ibéricos son el origen del racismo europeo moderno. Según Jean-Fréderic Schaub «la contribución de los estatutos de pureza de sangre ibéricos a la formación de las categorías raciales se sitúa en el punto de unión entre exclusión personal y estigmatización colectiva». Según Max Sebastián Hering Torres, «por primera vez en la historia europea se utilizan los criterios "raza" y "sangre" como estrategia de marginación. Moralistas como Torrejoncillo no duda en afirmar [en Centinela contra judíos] que el judaísmo se define con base en la "sangre", sin importar que la conversión al cristianismo hubiera tenido lugar hace veintiuna generaciones».

### El sistema de castas del Imperio español en América

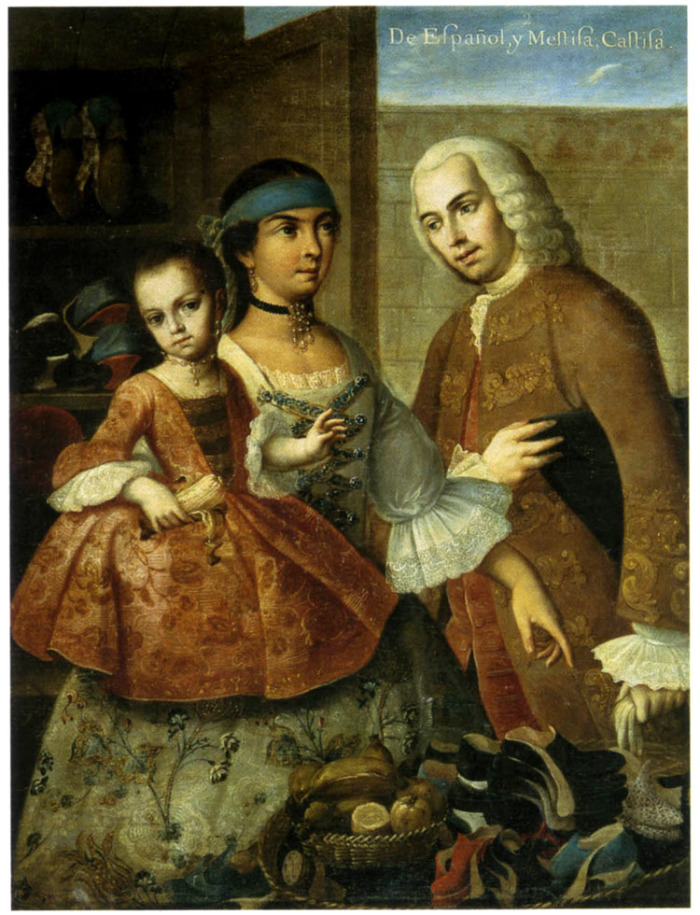
Pintura de castas del que representa a una castiza, resultado de la unión de una mestiza y un español.

Los estatutos de limpieza de sangre también se establecieron en el Imperio español en América como un instrumento para asegurar la preeminencia social de los «peninsulares» (los colonizadores nacidos en Europa, también llamados «gachupines» o «chapetones») y de los «criollos» (los colonizadores nacidos en América de ascendencia hispana). En este caso se trataba de demostrar que no se tenía ningún ascendiente indio o africano. Y esto era especialmente relevante en una sociedad colonial cada vez más mezclada étnicamente, hasta el punto de estructurarse según un sistema de castas determinado por el color de la piel ―lo que ha sido calificado como una «pigmentocracia»―. Como ha destacado el hispanista británico John Elliott, «la limpieza de sangre se convirtió en la América española en un mecanismo para el mantenimiento del control por parte de la élite dominante. La acusación de sangre mezclada, que acarreaba el estigma de ilegitimidad (agravado por el de la esclavitud cuando había también ascendencia africana), se podía usar para justificar una política segregacionista que excluía a las castas de cargos públicos, desde el ingreso en corporaciones municipales y órdenes religiosas hasta la matriculación en colegios y universidades, y también de la afiliación en muchos gremios y cofradías».
Sin embargo las barreras de segregación entre los «españoles» y las castas no eran infranqueables. Así en Nueva España se podía eliminar el estigma de sangre india, que no africana, al cabo de tres generaciones mediante matrimonios sucesivos con la casta superior en el orden «pigmentocrático»: «Si el compuesto es nacido de español e indio sale la mancha al tercer grado, porque se regula que de español e indio sale mestizo, de éste y español castizo, y de éste y español ya español». Además desde finales del siglo XVI los mestizos de ascendencia legítima podían comprar a la Corona, siempre necesitada de fondos, un certificado que los clasificaba como «españoles», con todas las ventajas que eso implicaba para sus descendientes. Pero, como ha destacado Elliott, «la América colonial española se desarrolló hasta convertirse en una sociedad codificada por el color».
El historiador peruano Alberto Flores Galindo, con su obra Buscando un Inca: identidad y utopía en los Andes, fue uno de los primeros en teorizar sobre los procesos racistas en América Latina y sus raíces en el orden colonial, particularmente en el Perú. Y. H. Yerushalmi ha señalado que la ideología de la limpieza de sangre constituye el primer antecedente del racismo moderno, utilizando el término de «protorracismo». Por su parte, Cecil Roth «comparó esta doctrina con el antisemitismo racial del régimen nacionalsocialista», asimilándolas, para luego retractarse debido a las diferencias entre el «antisemitismo racial» español descrito por Roth y el «antisemitismo nazi».
Max Sebastián Hering Torres publicó en 2006 en alemán, el libro Rassismus in der Vormoderne. Die 'Reinheit des blutes' in Spanien der Frühen Neuzeit ('El racismo en la premodernidad. La limpieza de sangre en la España de la temprana Edad Moderna'), donde analiza la persecución de los judeoconversos en España por medio del principio de la limpieza de sangre desde 1391 a 1674. «Hering concluye que el sistema de la limpieza de sangre puede designarse como "antijudaísmo racial": es racista porque cumple una función de marginación similar a la moderna, y antijudía porque su fundamentación teológico-aristotélica pertenece a una tradición anterior a la Edad Moderna». Zandra Pedraza Gómez destaca el hecho de que Hering no analiza «la práctica y las representaciones de este ideario en las colonias españolas, donde la limpieza de sangre junto con otros argumentos antropológicos se empleó tempranamente para juzgar las diferencias de los grupos indígenas, ordenar su catequización, disponer de su mano de obra y controlar a la creciente población mestiza y criolla», proponiendo la necesidad de profundizar el estudio en ese sentido, debido al papel primordial jugado por el racismo en el surgimiento de un sistema mundial capitalista y colonialista.
El sistema de castas pretendió imponer en las colonias de España un orden estratificado, basado en la fragmentación étnica de la población. En la práctica, se formó una sociedad caracterizada por una gran separación de una aristocracia blanca española (peninsulares y criollos), y el resto de la población que se relacionó masivamente mediante matrimonios mixtos, en busca de mejorar su situación social. Mientras el prejuicio socio-racial de la aristocracia española fue en aumento, el resto de la población multiplicó las relaciones interétnicas y tendió a desconocer las rígidas clasificaciones del sistema español de castas, para ubicarse generalizadamente en la casta de los "mestizos" -donde eran mayoría-, sin importar cual hubiera sido la pertenencia étnica de sus antepasados. De este modo se produjo un proceso de amalgamación de la población colonial, integrada por tipos humanos relativamente uniformes en costumbres, ideas y estatus social, hasta hacer colapsar el sistema de castas colonial en razón del mismo mestizaje.

### Nobleza yrazaen el reino de Francia

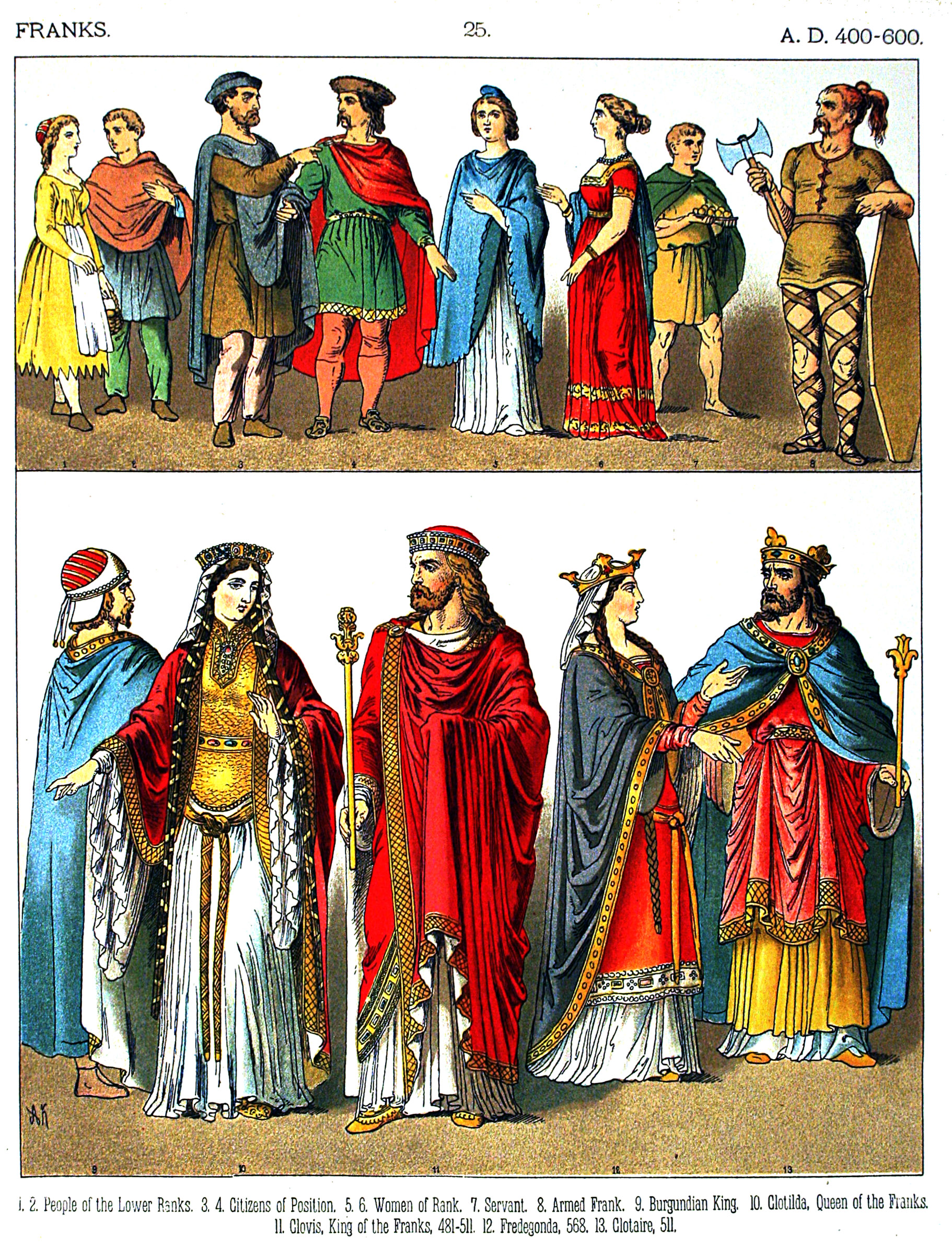
Lámina de 1882 que representa a los francos en los siglos y. En el centro de la parte inferior aparece Clodoveo y en la parte superior derecha un franco armado y un siervo galo-romano. Henri de Boulainvilliers en Histoire de l’ancien gouvernement de la France (1727) afirmó que por el derecho de conquista se había establecido la diferencia entre «dos razas de hombres en el país», la de los amos francos y la de siervos galo-romanos.

En el siglo XVI en el Reino de Francia apareció un nuevo significado del término «raza» (race). Ya no era el equivalente de linaje «maculado», como en la Monarquía Hispánica, sino que la race, entendida como linaje, era la condición indispensable para pertenecer a la nobleza. El objetivo era legitimar sus privilegios y a la propia sociedad estamental frente a los ascendentes «plebeyos» (roturiers). «Este discurso de autolegitimación hacía hincapié en que la nobleza se derivaba de la naturaleza y, en consecuencia, se percibía como una realidad natural, de carácter universal, independiente de tiempo y espacio», ha afirmado Max Sebastián Haring Torres. Pone como ejemplo al jurista Louis Le Caron que defendió la idea de que la dignidad de gobernar de los reyes, de los príncipes y de los grandes se debía a una «causa natural» que era hereditaria (y esa herencia se denominaba «nobleza»).
Un segundo argumento se sumó al de la «causa natural» para legitimar a la nobleza. En este caso se recurrió a la historia remontando el origen de la aristocracia francesa a la conquista de la Galia por los francos en el siglo V. Así los nobles serían los descendientes de los francos vencedores y los «plebeyos» de los galo-romanos vencidos. Quien desarrolló este argumento relacionándolo con la race fue el conde Henri de Boulainvilliers. Max Sebastián Hering Torres lo denomina «racismo estamental».
En 1727, cinco años después de su muerte, se publicó Histoire de l’ancien gouvernement de la France (a la que seguiría otra obra póstuma: Essai sur la noblesse de France, 1732) en la que Boulainvilliers afirmaba que por el derecho de conquista se había establecido la diferencia entre «dos razas de hombres en el país», la de los amos francos y la de los súbditos galo-romanos. Los francos habrían formado una aristocracia de guerreros libres que designaba al rey como un simple jefe transitorio, mientras que los galo-romanos eran los siervos que estaban a su servicio. Esta «armonía» primitiva se habría ido perdiendo al irse fortaleciendo la monarquía que habría abusado de su poder y traicionado la confianza que la nobleza había depositado en ella, y el orden establecido se habría roto completamente en el siglo XVII con Richelieu, destructor de la nobleza, y con Luis XIV promotor de la «vil burguesía». De esta forma Boulainvilliers «presentaba a los nobles y al pueblo como dos razas separadas que básicamente nunca se habían mezclado, y cuya eterna lucha había determinado la historia de Francia desde siempre».
Pierre-André Taguieff considera a Boulainvilliers como «el primer teórico de la raza». «Refleja bien una corriente de pensamiento que anuncia el racismo “biológico” tal como lo entendemos hoy» —retomó el mito aparecido en el siglo XVI del conflicto ininterrumpido entre «dos razas»: la superior franca, o germánica, y la inferior de los galo-romanos—. Christian Geulen coincide con Taguieff en el importante papel de Boulainvilliers en la historia del racismo (y en la del pensamiento político): «Boulainvilliers caracterizó una visión a la que se recurrió una y otra vez en las interpretaciones modernas del mundo, fundamentada en la idea de una lucha eterna entre grandes grupos absolutamente separados como auténtica causa de los conflictos de su tiempo. Influyó en el pensamiento político-histórico de Montesquieu y de Augustin Thierry, como más tarde en el concepto de lucha de clases de Marx y aun hoy en día de la lucha de civilizaciones». Por otro lado, Geulen apunta que los juristas ingleses del siglo XVII Edward Coke y John Selden ya habían hablado de la «eterna lucha de las razas» al referirse a «la lucha secular por la liberación de los "anglosajones" contra los "normandos"».
Por su parte, Hering Torres señala que, a pesar de sus diferencias, los idearios de «raza» tanto en España y como en Francia «operaron como un ente diferenciador y segregacionista: si bien en España la “limpieza de sangre” operaba como herramienta para la exclusión de unas minorías (judeoconversas y moriscas), en Francia era el arma de una minoría noble para segregar a la mayoría del Tercer Estado».
En 1735 el abate Jean-Baptiste Dubos publicó Histoire critique de l’établissement de la monarchie française dans les Gaules en la que rebatía la tesis aristocrática de Boulainvilliers proponiendo una alternativa monárquica. Según Dubos el establecimiento de los francos en la Galia (que no conquista, porque habrían actuado como aliados del Imperio Romano) no habría supuesto ninguna jerarquización entre francos y galo-romanos sino que habrían cohabitado, cada grupo con sus leyes respectivas hasta la fusión.

### La invención de un sistema racial (siglosXVIIyXVIII)
Aunque no existe un consenso entre los historiadores sobre el proceso de racialización de las sociedades europeas y de sus colonias, sí que están de acuerdo en un punto: «la definición racial de las diferencias ha tenido siempre por objeto conferir un fundamento natural a las distinciones sociales». En el Antiguo Régimen, conforme a las creencias heredadas de la Antigüedad y de la Edad Media, se pensaba que en el origen de las personas estaba la clave de su identidad y de su valor. A la «sangre» se le «atribuía la facultad de transmitir los caracteres físicos y psíquicos de los individuos en el seno de las líneas hereditarias».

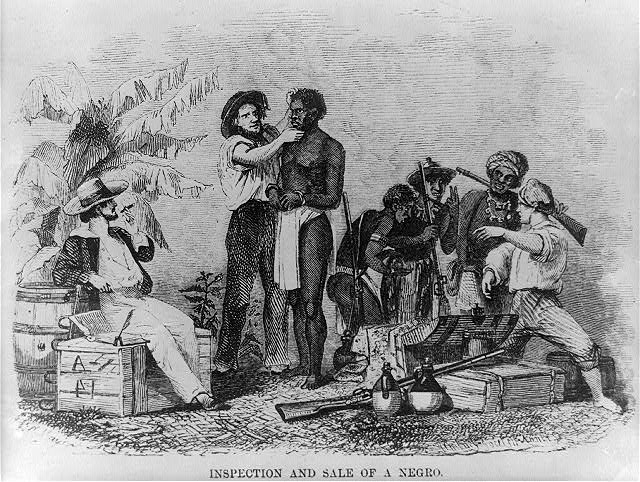
Grabado que representa la inspección y la venta de un esclavo negro.

En la América colonial española, así como en el Brasil portugués, los mecanismos de segregación de los hijos nacidos de las relaciones entre europeos y mujeres amerindias afectaron todavía más a las poblaciones deportadas de África en las condiciones atroces de la trata atlántica. Entre el siglo XVI y el XIX 12,5 millones de africanos fueron llevados a las Américas como esclavos, de los cuales la mitad solo en el periodo 1750-1825. «La colonización europea de las Américas conduce a una racialización de las sociedades esclavistas, que a su vez lleva a confundir el color y la raza», lo que actuó «como un acelerador del racismo». «De lo que se sigue para los colonos europeos una necesidad creciente de definirse como “blancos”… La blancura de la piel ya era considerada como un signo distintivo de cualidad moral… pero la dicotomía entre el negro y el blanco se hizo más radical que nunca. El color se convierte así en cada vez más importante. Es en el siglo XVIII cuando la visibilidad de los rasgos somáticos es utilizada como una delimitación de las diferencias entre las “razas” humanas, según una terminología que se precisa y se impone en las historias naturales». Entre 1675 y 1810 decenas de médicos y estudiosos se afanaron en demostrar, especialmente diseccionando cadáveres de negros, las supuestas diferencias «naturales» con los blancos y justificar así que estaban destinados a la esclavitud ―un cirujano de la Guayana pretendió haber demostrado que la sangre de los negros era más oscura que la de los blancos―. «Son algunos ejemplos que dan cuenta de tentativas para fundamentar científicamente una jerarquía racial».
En la «Era de los Descubrimientos» los estudiosos se afanaron en poner orden a tanta diversidad étnica y cultural como se estaban encontrando los colonizadores y exploradores europeos. Para ello partieron de una valoración positiva de lo «propio» contrapuesta a lo «otro» entendido como una «anomalía» ―y también bajo la forma del mito del «buen salvaje»― y así se construyó el concepto moderno de «raza» basado en características fenotípicas. Christian Geulen advierte, sin embargo, que «sería erróneo considerar la historia de la expansión europea como consecuencia de un racismo europeo existente de antemano. La expansión colonial forma parte, por el contrario, de las circunstancias que a la larga posibilitaron la formación del racismo europeo moderno».

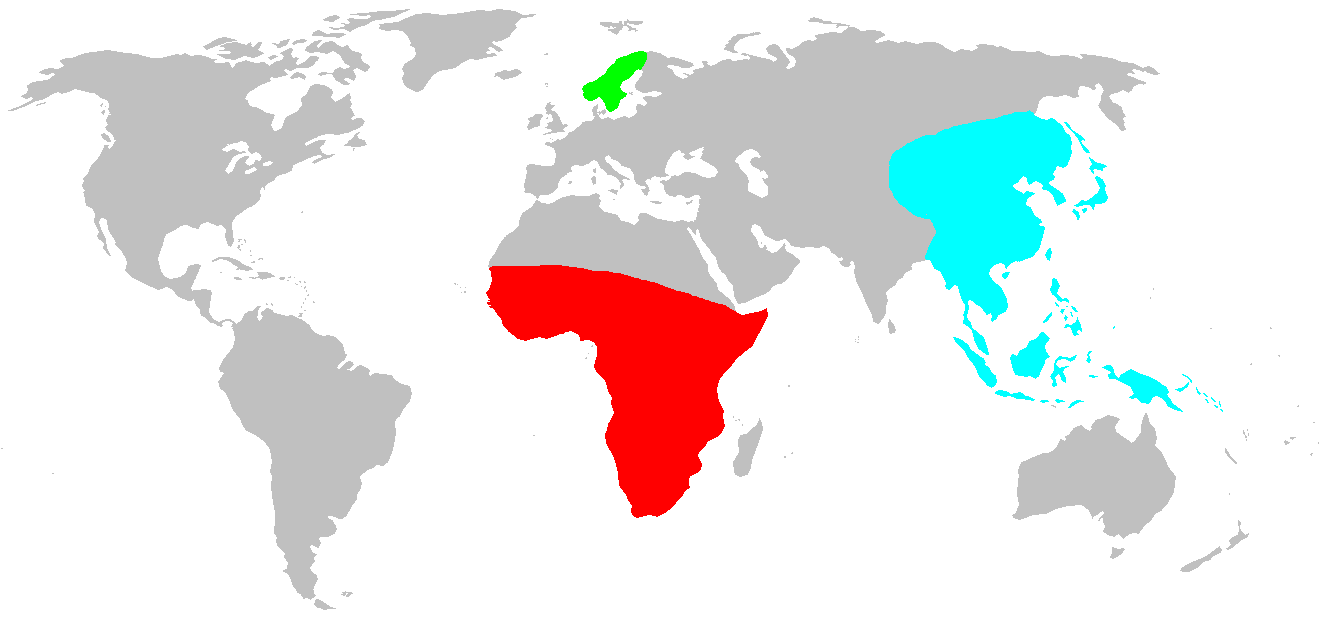
Distribución de las razas humanas según François Bernier (1685). En rojo los africanos negros, en azul los asiáticos amarillos y en verde los lapones. El resto del mundo en gris.

Al principio fueron los religiosos los que «comenzaron a describir y clasificar a los pueblos y culturas de la tierra en relación con sus características físicas y morales; así se destacaría la variedad de la creación de Dios y su orden armónico, y sobre todo se mostraría que también el Nuevo Mundo era una parte hasta entonces no conocida del plan de la creación divina, con sus gentes extrañas y sus rituales a menudo aún más extraños». Les siguieron eruditos, naturalistas, filósofos y médicos que al principio se esforzaron en seguir la doctrina de la Iglesia pero que pronto entraron en conflicto con la «doctrina creacionista»  
El pionero en acuñar el término de «raza» en el sentido moderno fue el francés François Bernier en su artículo Nouvelle Division de la Terre para les différentes éspèces ou races d’homme qui l’habitent (1685). Afirmó que «no cabe duda que los hombres son casi todos diferentes los unos de los otros por la forma exterior del cuerpo y en particular del rostro, dependiendo de las diversas regiones que habitan en la Tierra», de lo que concluyó «que hay sobre todo cuatro o cinco especies o razas de hombres en las que la diferencia es tan notoria que puede brindar el fundamento adecuado para una nueva división de la Tierra».
La ruptura definitiva con la «doctrina creacionista» se produjo en el siglo XVIII cuando el hombre perdió su posición privilegiada, que según la Biblia le había concedido Dios, y fue situado dentro el reino animal y fue considerado una especie como las otras, dividida en diferentes variedades o razas. «La abolición de la frontera con el animal contribuyó así a la racialización de la humanidad», han afirmado Schaub y Sebastiani. Por su parte Christian Geulen ha subrayado que «el concepto de “raza” con frecuencia asumió entonces la tarea de realizar una primera clasificación y esquematización de los grupos de pueblos recién descubiertos, al tiempo que conservó la variedad de significados derivada de sus comienzos».

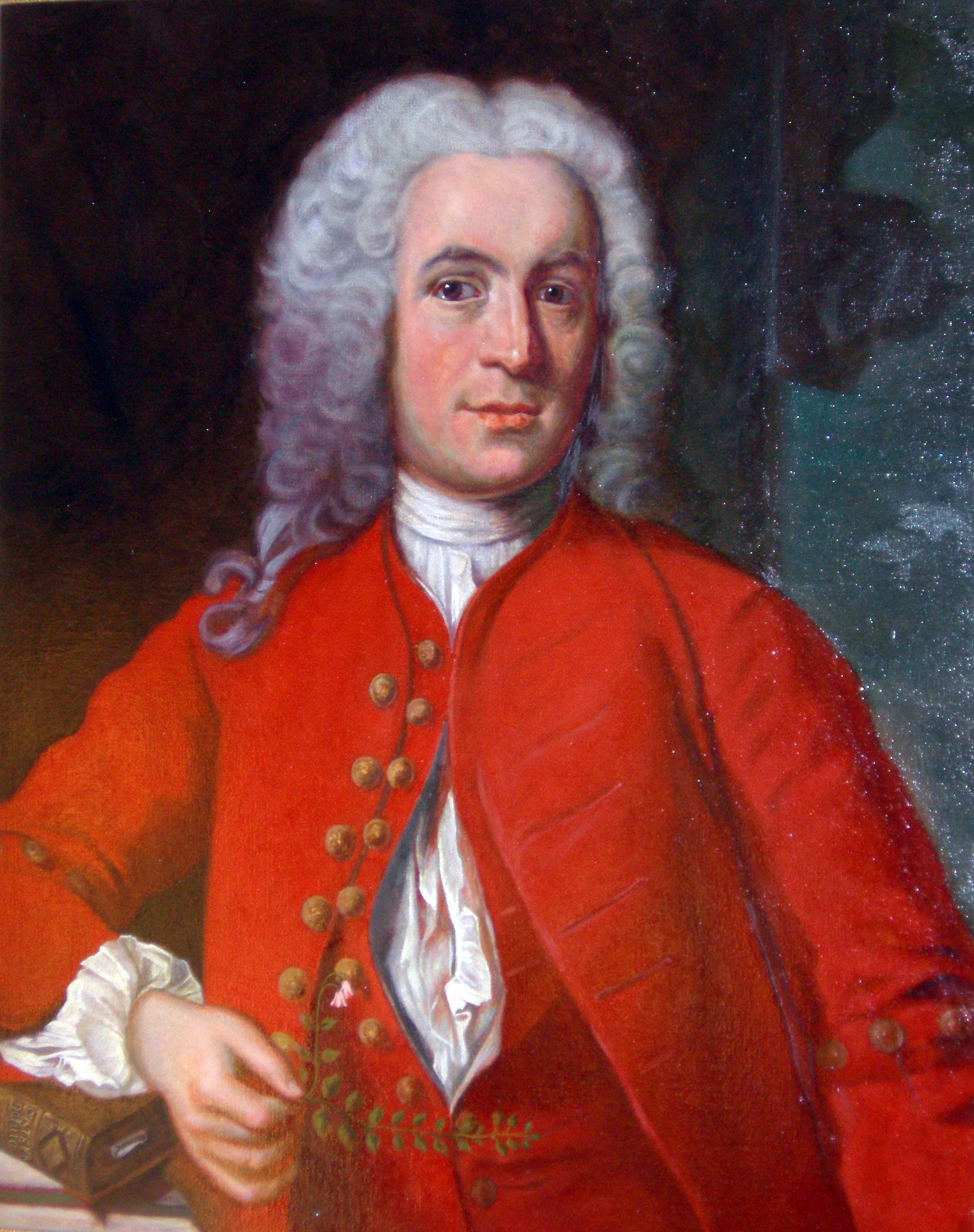
El naturalista sueco Linneo en 1737.

En 1758 el naturalista sueco Linneo publica la segunda edición de su Systema naturae (la primera es de 1735 y solo contenía 14 folios) en la que desarrolla el sistema de la taxonomía que sitúa al hombre dentro del reino animal en la clase de los mamíferos y en el orden de los primates y divide el género Homo en dos especies: el Homo sapiens y el Homo troglodytes (en el que incluye a los orangutanes). El Homo sapiens presenta cuatro variedades (razas) determinadas por el color de la piel: negro (niger), blanco (albus), rojo (rufus) y amarillo (luridus). Cada una de ellas habita en un continente diferente y presenta un «temperamento» que la caracteriza: el asiático (amarillo o luridus) es melancólico, rígido y regido por la opinión; el americano (rojo o rufus), colérico, erecto, amante de la libertad y regido por las costumbres; el europeo (blanco o albus), sanguíneo, corpulento, pero también ingenioso e inventivo, y gobernado por las leyes; el africano (negro o niger) es flemático, indolente, y sujeto a los caprichos. Así pues, «la clasificación de Linneo une las características físicas, morales y culturales». «El evidente nexo que Linneo construye entre la fisonomía y la patología humoral de Hipócrates y Galeno, relacionaba la interioridad del espíritu con la apariencia física. […]». «Los colores postulados por Linneo, aunque no se reflejan en la piel, se reflejarán desde el siglo XVIII en las estructuras, las normatividades, las relaciones sociales y las mentalidades. […] Desde la antigüedad el color blanco se ha relacionado con lo bueno, lo bello y lo divino, el negro con la amoralidad, la perversión y lo diabólico. Esta fuerza simbólica repercutió evidentemente en la taxonomía de Linneo».
Frente a la concepción estática de Linneo, el conde de Buffon propone en su Histoire naturelle, publicada en 36 tomos entre 1749 y 1789, una concepción dinámica de las razas. Según Buffon las razas se han formado a partir de la «degeneración» del hombre blanco conforme este se fue desplazando a otros medios en un proceso que es reversible (en el espacio de ocho a doce generaciones un negro trasladado a un medio frío volvería a «convertirse» en blanco, según Buffon).
«El cuestionamiento del estatuto privilegiado del hombre en el seno de la naturaleza se acompaña también con la historización y la temporalización de las sociedades humanas y de la misma naturaleza. Ciencia del hombre y ciencia de la sociedad se construyen en paralelo en el siglo de las Luces. De Voltaire à Adam Smith, los autores diseñan una trayectoria universal desde el estado salvaje hacia la sociedad civil, en el curso de la cual los pueblos pasan de una condición casi animal a la plena humanidad.[…] Es pues la capacidad del hombre de transformar la naturaleza la que define los estadios del salvajismo, la barbarie y la civilización». Y esta división trinitaria de la historia sirve de fundamento para la racialización de la humanidad en cuanto que hay sociedades (los «blancos») que han alcanzado el estadio superior, la «civilización», mientras que el resto se encuentran «todavía» en los estadios inferiores de la «barbarie» o del «salvajismo». De esta forma los ilustrados resuelven la contradicción inherente a su discurso universalitsta de que todos los hombres son iguales y tienen la misma dignidad. Como han destacado Schaub y Sebastiani, «el universalismo, en el seno del cual se despliega un discurso sobre los derechos del hombre y sobre su igualdad, va de la mano de la invención de categorías que justifiquen la desigualdad y decreten la diferencia, abriendo así un espacio para diversas “razas” humanas». Max Sebastián Hering Torres ha hablado de la «ambivalencia de la “desigualdad en la igualdad” de la Ilustración»,  «conformada, por una parte, por los ideales de igualdad, derechos humanos y libertad de expresión y, por otra, por ideologías como el racismo y el antisemitismo científico…». Las propuestas de igualdad de la Ilustración eran sólo para el «hombre blanco». Un ejemplo representativo de esta «ambivalencia» de la Ilustración sería el caso de Thomas Jefferson, defensor de los derechos humanos y propietario de esclavos.
Como ha señalado Christian Geulen, «volviendo la vista atrás, puede asombrarnos la atracción que ejercía el concepto de “raza” sobre los ilustrados y su racionalismo, pero a su entender suponía un paso importante en la racionalización de la naturaleza humana». «Lo que para filósofos como Voltaire o Kant hacía tan fascinante el concepto de “raza” era su promesa de descubrir y hacer descriptible un orden del mundo natural, sobre todo independiente de las doctrinas de la Iglesia».
Para los ilustrados «raza» no era un concepto biológico, sino un noción histórica ―tomada del conde de Boulainvilliers, que influyó por ejemplo en Montesquieu―, advierte Geulen. «Los extranjeros no europeos y diferentes fueron “integrados” como estadios anteriores de la propia realización». Europeos y no europeos formaban parte de la «humanidad» (universal), cuya historia natural «se entendió como un proceso en paulatina evolución, en cuyo transcurso los europeos habían progresado muchísimo, mientras que las culturas no europeas aún permanecían en los escalones inferiores». En este sentido «se presentaba a los europeos blancos como la raza que superaba a todas las demás desde el punto de vista estético y moral». Respondía al «orgullo de la propia capacidad intelectual, y sólo en segundo lugar [a] la pretensión de dominar a las razas menos evolucionadas», por lo que «difícilmente puede hablarse aquí de un pensamiento racista en sentido estricto, que tienda al dominio o la eliminación de las “razas inferiores”, y excluya categóricamente la mezcla de éstas» Por otro lado, a finales del siglo XVIII y principios del XIX se difundió la idea de «explicar la historia como una eterna lucha de pueblos y razas que ya duraba siglos».
Para explicar las múltiples variedades de seres humanos los ilustrados recurrieron en general a la vieja teoría aristotélica del determinismo medioambiental ―singularmente Montesquieu―  pero a finales del siglo XVIII algunos recurrieron a poligenismo ―mientras que pensadores tan destacados como Voltaire o Kant siguieron fieles al monogenismo en nombre del universalismo que defendía la Ilustración―.

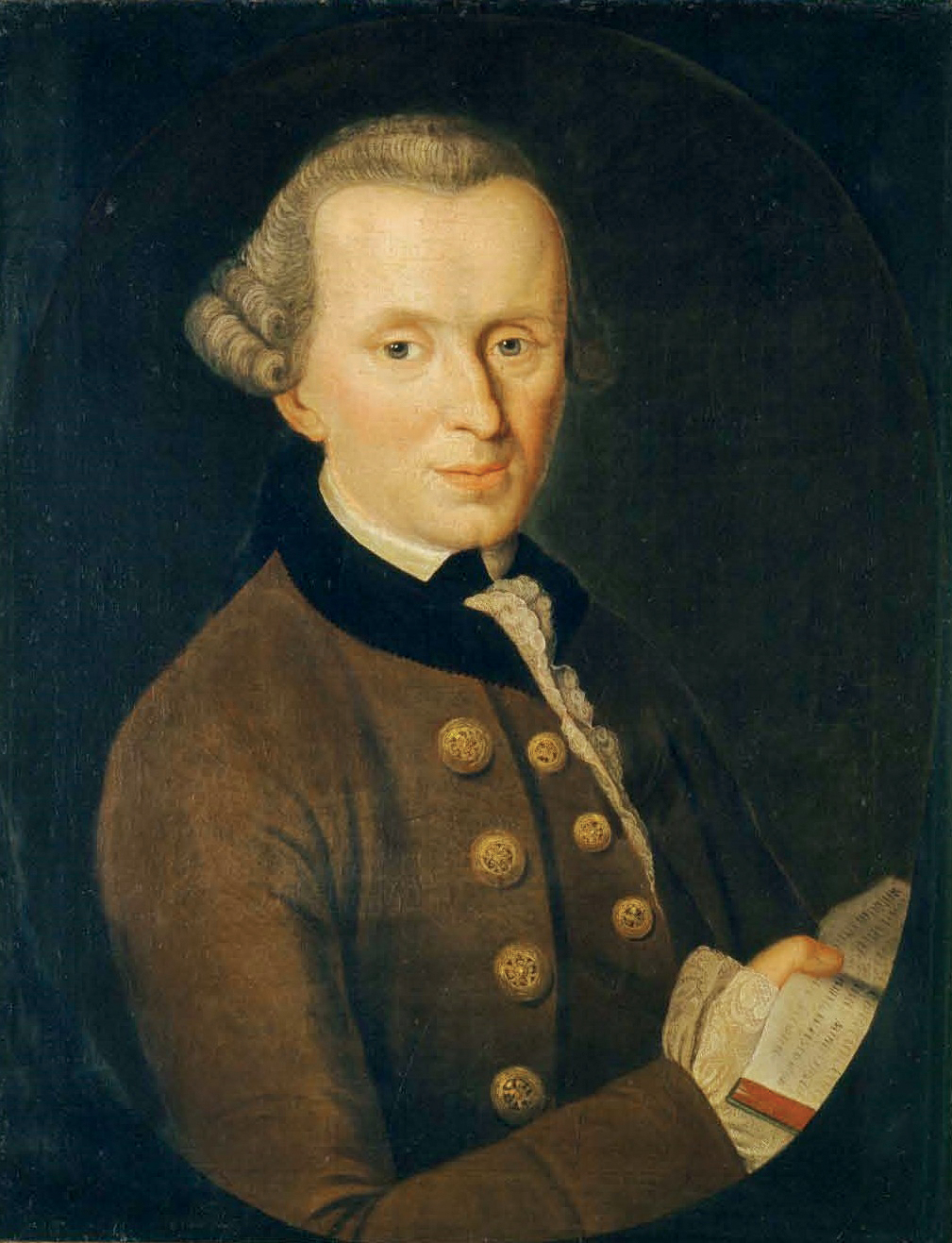
El filósofo alemán de la Ilustración Immanuel Kant.

El filósofo alemán Kant en su ensayo Sobre las diferentes razas humanas (1775) afirmó la existencia de «cuatro razas para poder derivar de ellas todas las diferencias reconocibles que se perpetúan [en los pueblos]. 1) La raza blanca, 2) la raza negra, 3) la raza de los hunos (mongólica o kalmúnica), 4) la raza hindú o hinduística». Diez años después en Definición de la raza humana las denominó «blanca», «amarilla», «negra» y «roja» y en 1804 en su Geografía física estableció una jerarquía entre ellas: «La humanidad existe en su mayor perfección en la raza blanca. Los hindúes amarillos poseen una menor cantidad de talento. Los negros son inferiores y en el fondo se encuentran una parte de los pueblos americanos». De estos últimos, a los que adscribía una piel «roja», decía que eran incapaces de adquirir cultura. De los negros, situados en el escalón siguiente, afirmaba que únicamente podían desarrollar una cultura de esclavos. A los hindúes «amarillos», situados por encima la «raza roja» y la «raza negra», les concedía la posibilidad de civilización, aunque los definía como partícipes de una «cultura de habilidades» y no de una «cultura de la ciencia», de ahí que serían siempre aprendices. Arriba del todo se situaban los «blancos» que eran los únicos con los talentos necesarios para la «cultura de la civilización» y para producir cambio y progreso. Solo ellos podían obedecer y liderar.
La división de la humanidad en razas que se encontraban en estadios «inferiores» de la evolución histórica sirvió para «justificar» la esclavitud de millones de negros africanos llevados a América mediante la trata atlántica. A partir de 1960, especialmente en Estados Unidos, se comenzó a cuestionar la tesis generalmente admitida de que la esclavitud había sido la causa del racismo, es decir, que había surgido como una justificación a posteriori de la misma. «La historia cultural ha demostrado la precocidad del sentimiento de superioridad racial de los ingleses respecto de los africanos mucho antes de 1619 [fecha de la primera llegada de esclavos africanos a sus colonias de Norteamérica]», por lo que según Domitille Gavriloff, «la mayor parte de los historiadores reconocen que los prejuicios raciales contra los africanos preexistían al desarrollo de la trata atlántica ―que a su vez los reforzó―». «En conjunto, la esclavitud y el tráfico de esclavos representaban la primera forma de un racismo ya plenamente definido en la Edad Moderna europea», ha afirmado Christian Geulen. Pero se «hacía necesario explicar por qué se habían convertido a seres humanos en mercancías. En esta degradación real de los africanos convirtiéndolos en bestias de carga estuvo el auténtico origen histórico de por qué luego se los situó en el escalón inferior de la jerarquía racial».

## SigloXIX
En el siglo XIX «se intentó siempre conciliar el “desarrollo” conjunto de lo histórico y lo natural por medio del concepto de “raza”, todavía poco definido entonces, pero muy prometedor. Por eso, todas las ideas y conceptos relacionados hasta hoy con “raza” y “racismo” proceden de ese periodo histórico. […] Prometía una justificación de pertenencia segura y objetiva sin tener que recurrir a formas de organización social anteriores, pues su marco de referencia esencial [era] la naturaleza».

### Arthur de Gobineau: el fundador del racismo moderno

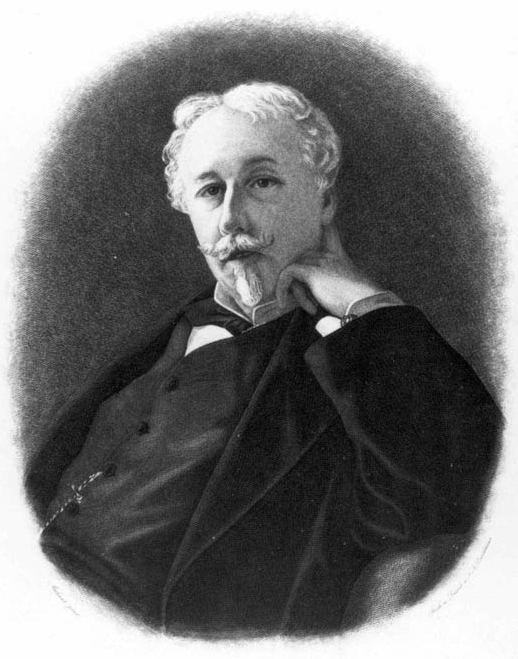
El conde Arthur de Gobineau, considerado el fundador del racismo moderno.

Como ha destacado Christian Geulen, «desde la segunda mitad del siglo XIX hasta la primera del siglo XX, casi ninguna ideología o praxis racista ―ya fuera en contextos coloniales, antisemitas o totalitarios― dejó de situarse en la línea de racionalización teórica de Gobineau». Entre 1853 y 1855 publicó Essai sur l’inegalité de races humaines (‘Ensayo sobre la desigualdad de las razas humanas’) en el que relacionó el desarrollo cíclico de las civilizaciones con la teoría racial. Según Pierre-André Taguieff, «para Gobineau, la noción de raza es el útil intelectual por excelencia que permite poner orden a la vez en la diversidad humana y en el desarrollo de la historia».
Las civilizaciones, según Gobineau, acaban decayendo debido a la «degeneración racial» que inexorablemente se produce durante su desarrollo como resultado de la mezcla racial (solo la «pureza racial» habría evitado la decadencia, pero la propia dinámica de las civilizaciones hacía imposible mantenerla). Para Gobineau, pues, la idea de la «raza pura» era solamente un «tipo ideal» ya que desde los «albores de la historia» las razas se habían «mestizado» («le mélange du sang», como Gobineau lo denominaba). «Cuanto más conseguía una raza distinguirse de las demás, tanto más elevado era su progreso y civilización. Sin embargo, a medida que la presión por la conquista ―que Gobineau denominaba “atracción”― desataba el afán por la exclusividad ―llamada por él «repulsión»― esta raza triunfadora se mezclaba de nuevo con razas extrañas, poco diferenciadas, y quedaba sellada su decadencia a largo plazo». «Cuando, a mediados del siglo XIX, Gobineau atribuyó a la mezcla de razas el ascenso y caída de las civilizaciones, expresaba con ello una creencia muy extendida, tras la que había muchas experiencias».
Gobineau «consideraba la lucha entre los pueblos y su reproducción biológico-sexual como los únicos determinantes básicos de la historia». Así llegó a las mismas conclusiones a las que poco después llegó Darwin: «que en definitiva la vida no es más que la supervivencia en la lucha por la reproducción de la propia especie». De esta forma la lucha de razas se interpretó «como un principio de validez general para toda forma de desarrollo social. Esto es, un principio que determina el destino de pueblos y naciones a nivel histórico mundial, y que condiciona la vida en el interior de las sociedades, desde los conflictos de clases hasta la formación de familias individuales». En 1883 Ludwig Gumplowicz en La lucha de razas: estudios sociológicos describió «la lucha racial como un principio general, determinante de los conflictos y procesos nacionales, étnicos e incluso sociales».

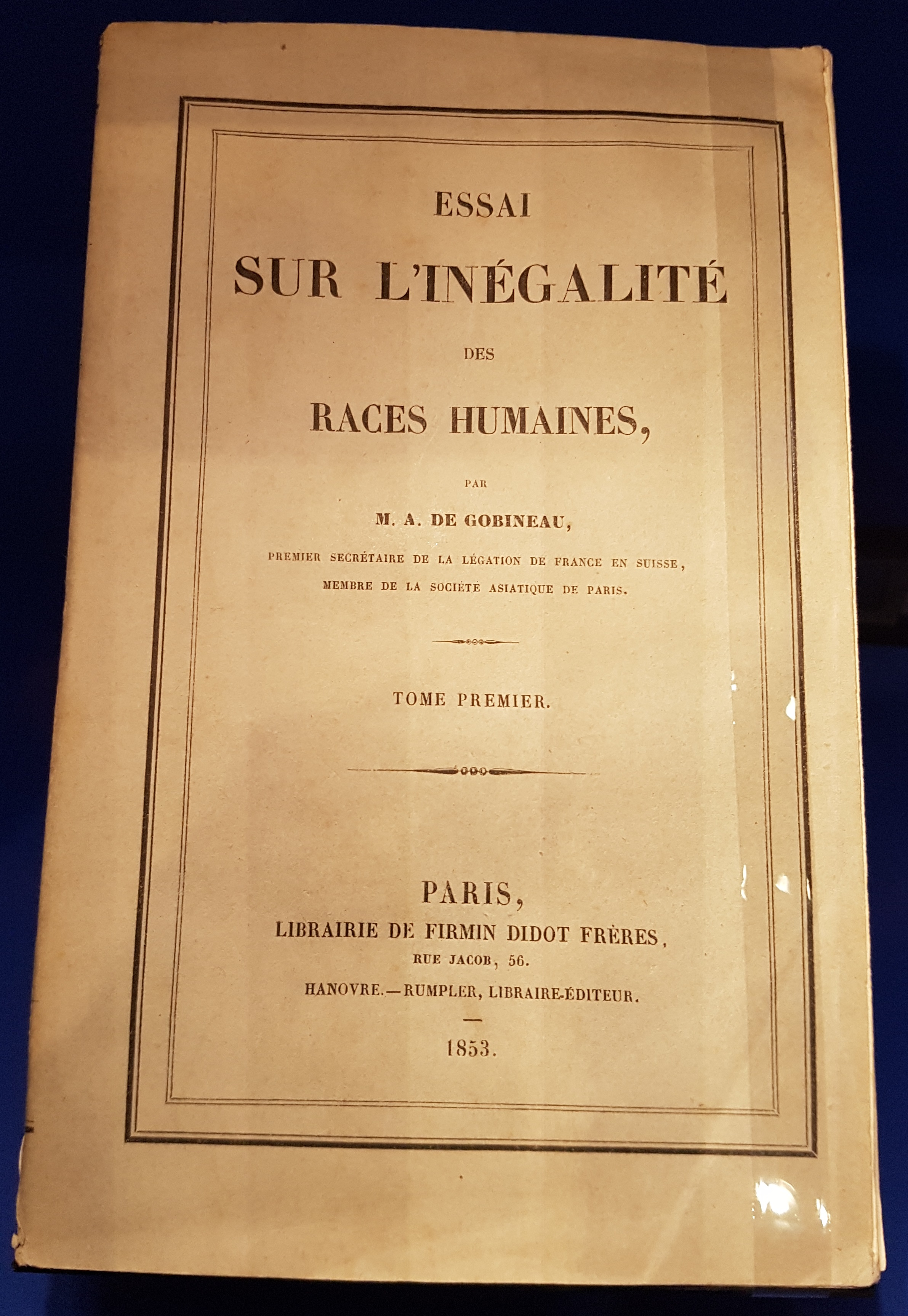
Portada del primer tomo de Ensayo sobre la desigualdad de las razas humanas publicado en París en 1853.

Según Gobineau, existían tres razas humanas: la «raza de los negros», brutal, sensual y cobarde; la «raza de los amarillos», débil, mediocre y materialista; y la «raza blanca», inteligente, enérgica y llena de coraje. Esta última, que tenía el monopolio de la belleza y del honor, estaba destinada a conquistar a las «razas subordinadas» para acentuar su papel de «fundadora de civilización». La máxima expresión de la «raza blanca» eran los arios.
Según Max Sebastián Hering Torres, «los idearios de Gobineau expresaban un anacrónico anhelo por reconstruir una sociedad estamental ―disuelta desde la abolición del feudalismo en 1789― pero con el fin de que la aristocracia pudiese recuperar sus privilegios perdidos. La continuidad entre Boulainvilliers y Gobineau es clara». Taguieff señala que Gobineau es contrario a la democracia porque al favorecer la mezcla de las razas en nombre de la igualdad es responsable del declive de la humanidad ―«Gobineau es el pensador de la degeneración»―, pero no propone nada para remediarlo.
Aunque en ocasiones se le ha atribuido, el mito de la superioridad de la raza aria, base del antisemitismo, no fue obra de Gobineau sino de Ernest Renan que publicó en 1855 ―el mismo año en que terminó de editarse el Essai― Histoire générale et système comparé des langues sémitiques (‘Historia general y sistema comparado de las lenguas semíticas’) en la que asimila los grupos lingüísticos «semita» e «indoeuropeo» a «razas» distintas dotadas de aptitudes diferentes y desiguales. De la «raza semítica» escribe que «se reconoce casi únicamente por caracteres negativos». Según Taguieff, «Renan es así el verdadero fundador del antisemitismo académico en Francia, un antisemitismo no político, estrictamente especulativo, que no hace ningún llamamiento a la persecución… Es Jules Soury quien efectúa el paso a la acción».
En 1885 el antropólogo haitiano Anténor Firmin publicó su tratado De la igualdad de las razas humanas, en respuesta al famoso libro de Gobineau pero su obra, precursora del pensamiento antirracista, sería ignorada por los académicos europeos durante décadas, hasta 1945.

A toda esa falange altanera que proclama que el hombre negro está destinado a servir de estribo a la potencia del hombre blanco, a esta antropología mentirosa, yo tendré derecho a decirle: ¡"No, no eres una ciencia"!
Anténor Firmin.

En este sentido se ha sostenido que «el racismo fue una ideología fruto de la biologización de las teorías sociológicas». Y que también arraigó en el arte europeo del siglo XIX, especialmente en las ideas antisemitas de Richard Wagner y su adhesión entusiasta al racismo de Gobineau, del que fue difusor en Alemania, que se manifestó en varias de su obras, como la ópera El anillo del nibelungo. Algunos autores han señalado también la relación entre el positivismo y el racismo, al punto de considerar que sin esa corriente filosófica, que gozó de gran predicamento en la segunda mitad del siglo XIX, los pensadores racistas hubieran resultado expresiones aisladas. De este modo, el positivismo proporcionó al racismo un sistema de pensamiento que favoreció su aceptación general.

### Racismo científico
A partir del siglo XIX y de la mano de la generalización del colonialismo europeo en todo el mundo, la cultura occidental desarrolló una ideología abiertamente racista y ampliamente aceptada, a la que Ernst Nolte llegó a definir como una «rama del pensamiento europeo», y George Mosse como «el lado oscuro de la Ilustración».

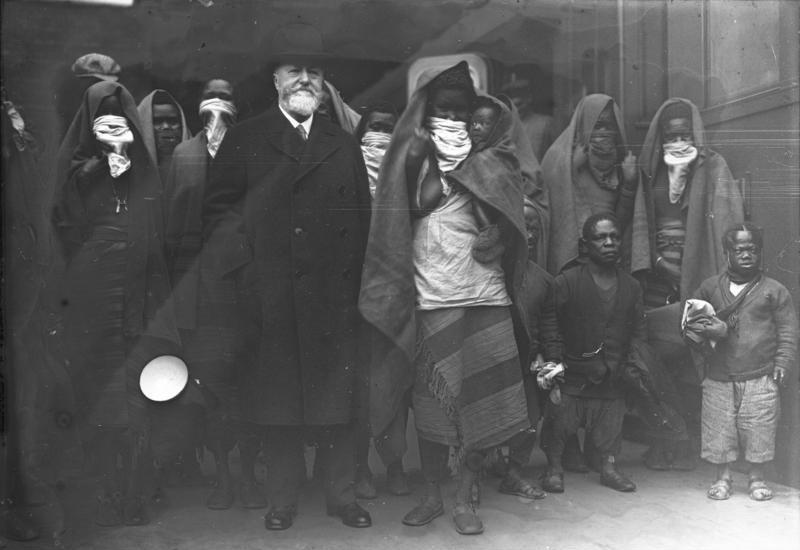
Dr L Heck, director del Jardín Zoológico de Berlín, con “ejemplares” - 1931

A mediados del siglo XX, L’Encyclopedia Universalis incluyó un artículo denominado "Razas", escrito por De Coppet que finaliza con la siguiente conclusión:

A fines del siglo XIX, la Europa ilustrada es consciente de que el género humano se divide en razas superiores e inferiores.

El racismo europeo recurrió a la ciencia y en especial a la biología para justificar la superioridad de los propios europeos, o de algunas de sus etnias (germanos, anglosajones, celtas, etc.) sobre el resto de los seres humanos, así como la necesidad de que éstos fueran gobernados por aquellos. Este modelo de racismo seudocientífico fue luego repetido también en algunos países extraeuropeos como Estados Unidos para imponer el dominio anglosajón, Japón para colonizar Corea, China y otros pueblos del sudeste asiático, Australia para impedir la inmigración asiática, y en América Latina con las políticas implementadas para "reducir el factor negro", a través del mestizaje y otros mecanismos de "limpieza" étnica.

#### El poligenismo y la antropometría

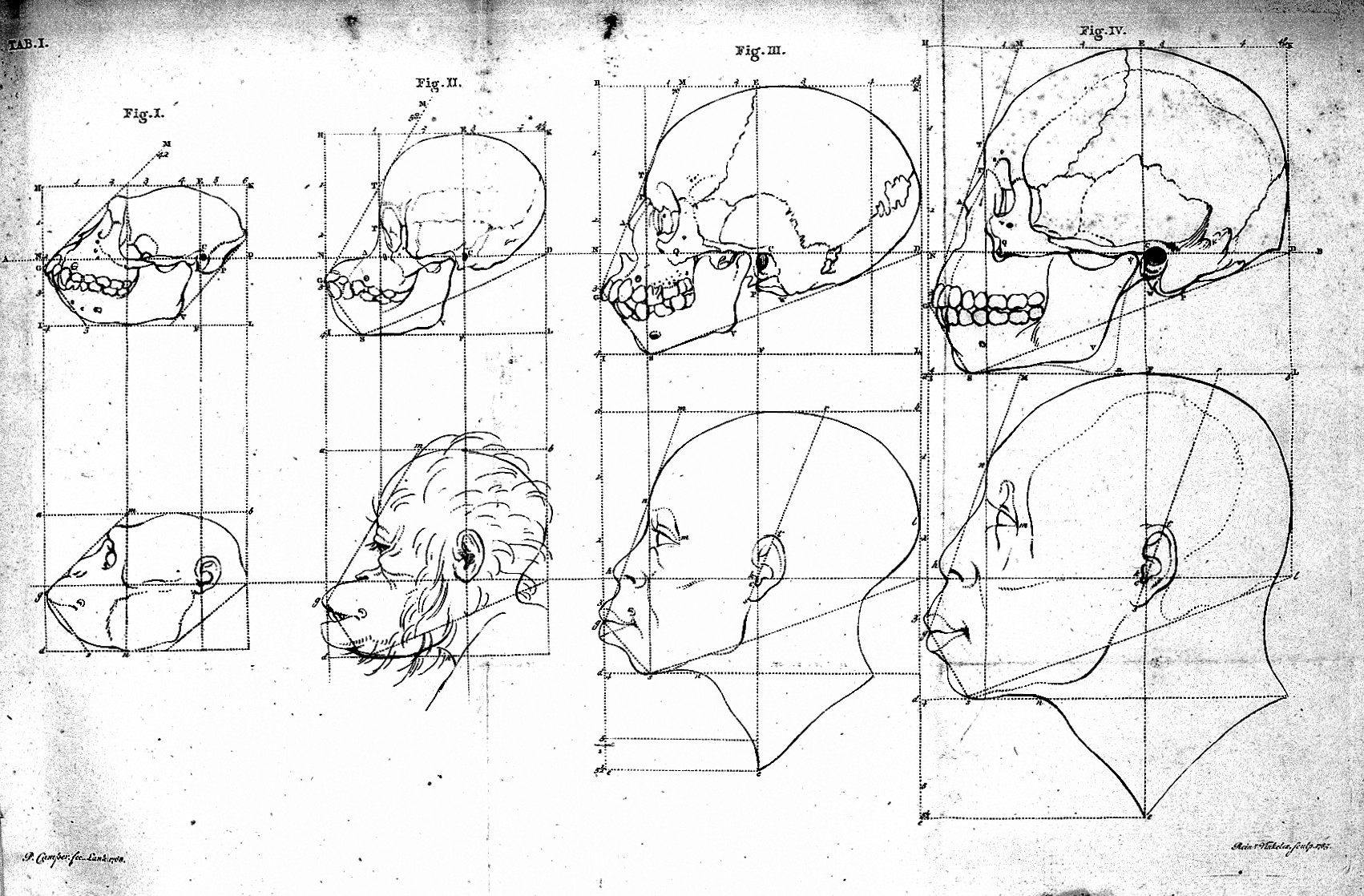
Frenología.Lámina del que muestra la medición del «ángulo facial de Camper» en dos simios y en dos humanos. A diferencia de su creador el anatomista neerlandés Petrus Camper, sus sucesores vieron en esta medición un indicador del grado de evolución de las razas en cuya escala más baja situaban a los africanos por tener el «ángulo facial de Camper» próximo al de los simios.

Un primer fundamento «científico» del racismo fue el poligenismo. Su primer impulsor fue el médico naval inglés John Atkins, pero quien lo desarrolló, ya en el siglo XIX, fue el naturalista suizo Louis Agassiz. Los poligenistas se oponían al monogenismo ya que defendían que cada raza humana había tenido un origen diferente. Así se demostraba la existencia de razas «superiores» e «inferiores» ―la humanidad estaba dividida en especies distintas desde su origen, desiguales por naturaleza, afirmarán los poligenistas―. Agassiz escribió en 1850: «en la tierra existen diferentes razas de hombres, que habitan diferentes partes de su superficie y tienen características diferente; este hecho… nos impone la obligación de determinar la jerarquía relativa entre dichas razas, el valor relativo del carácter propio de cada una de ellas, desde un punto de vista científico…». Por otro lado Agassiz intentó hacer compatible el poligenismo con la Biblia para lo que afirmó que el relato de Adán solo se refería a la «raza caucásica». No es casualidad que el poligenismo fuera adoptado por los antropólogos estadounidenses que defendían el sistema esclavista de los Estados del Sur.
La antropometría fue otro de los pilares «científicos» del racismo. Había aparecido a finales del siglo XVIII con la obra de Christoph Meiners y de Johann Friedrich Blumenbach ―pioneros en la craneometría―, y su principal impulsor a nivel internacional en el siglo siguiente fue el estadounidense Samuel Morton. El propósito de Morton era probar que se podía establecer «objetivamente» una jerarquía de las razas basándose en el tamaño del cerebro ―midiendo la capacidad craneal―. En Observations on the Size of the Brain in Various Races (‘Observaciones sobre el tamaño del cerebro en las diferentes razas’, 1849) dividió la humanidad jerárquicamente en seis grandes «razas»: «caucásica moderna», «caucásica antigua», «mongólica», «malaya», «americana» y, finalmente, «negra». Cada una de estas «razas» se subdividía a su vez entre una y seis variantes. Como ha destacado Max Sebastián Hering Torres, «Morton no titubeaba en expresarse de manera denigrante e insultante en contra de las “razas inferiores” y, adicionalmente, aplicó una metodología que le permitió llegar a un resultado preconcebido». «Divulgar la supuesta condición inferior del indígena, del africano y del asiático permitía legitimar su conquista y su explotación, sin crear paradojas éticas con la moral de Occidente».
Por su parte el francés Georges Vacher de Lapouge recurrió a la craneometría para establecer «científicamente» la jerarquía de las razas europeas en cuyo escalón inferior se encontraba «el Judío», «el único competidor peligroso del Ario en el presente», aunque está destinado a ser vencido por ser incapaz del «trabajo productivo» y estar desprovisto de «sentido político» y «espíritu militar». La preocupación central de Vacher de Lapouge, según Pierre-André Taguieff, «es la lucha contra la fecundidad de todas las “subrazas” blancas que han “invadido” el continente y contra los mestizajes que conducen a la inexorable disminución del nivel de la inteligencia francesa».

#### El impacto de la teoría de la evolución sobre el racismo
El vuelco definitivo en el concepto de «raza» se produjo cuando se impuso la idea de que la naturaleza no era fija e inmutable sino que evolucionaba. El primer paso lo dio el biólogo francés Jean Baptiste Lamarck cuando formuló a principios del siglo XIX su teoría de que las especies mutaban permanentemente adaptándose a su medio. «Lamarck se mantenía todavía en la idea de la armonía de la Ilustración, pues, en lo fundamental, su teoría era sólo una sistematización de aquella interpretación formulada a mediados del siglo XVIII, según la cual los africanos eran negros porque el sol los había ennegrecido, y que esto terminaría pasándoles también a los europeos si residieran allí durante varias generaciones».

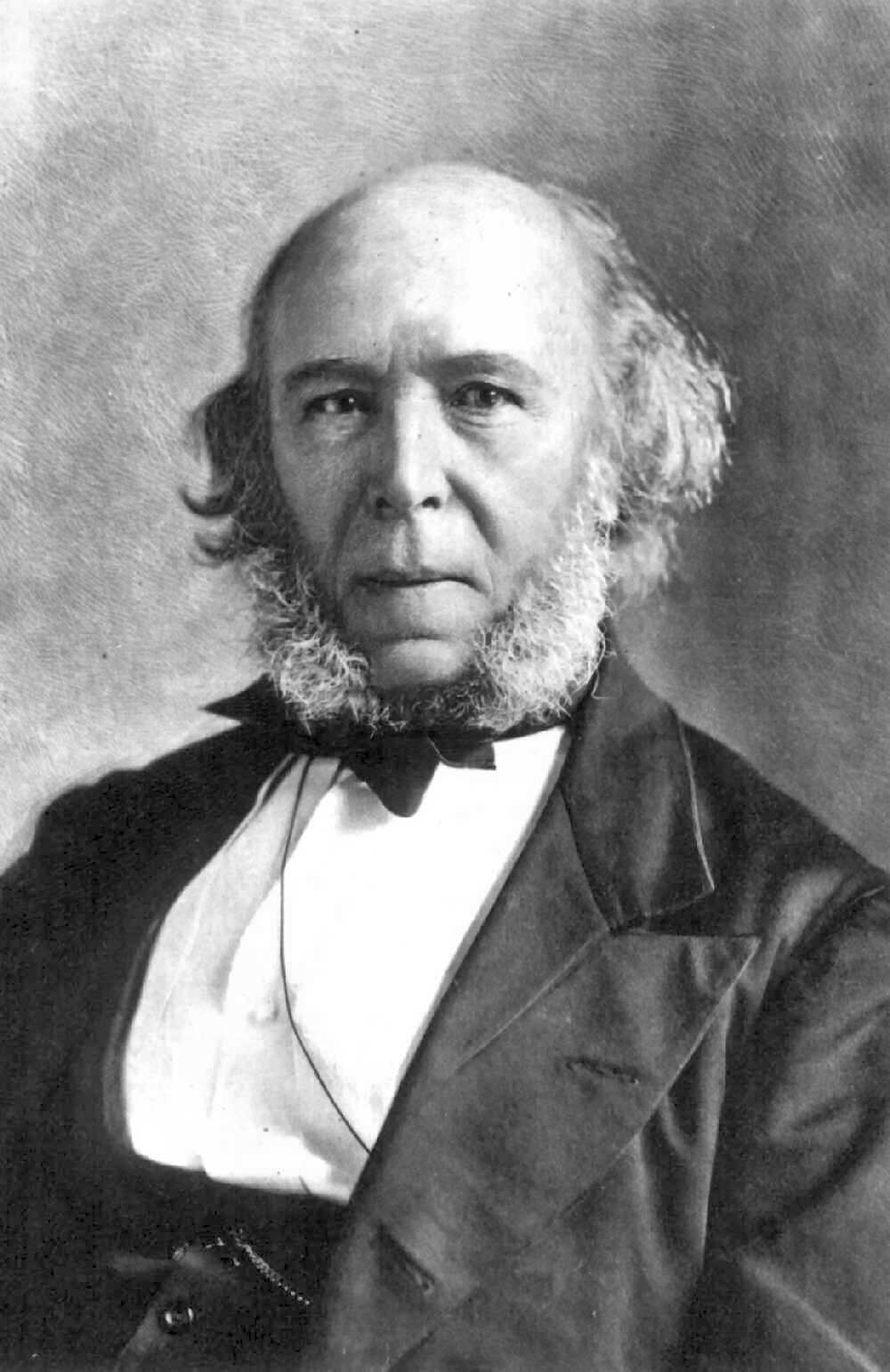
Herbert Spencer, fue uno de los principales teóricos e impulsores del darwinismo social, resultado de la tergiversación y de la aplicación a la sociedad de la teoría de la evolución de Charles Darwin.

Quien dio el paso definitivo fue Charles Darwin que en El origen de las especies (1859) propuso una teoría de la evolución totalmente nueva. Como ha destacado Christian Geulen, para Darwin «el impulso definitivo para la evolución como proceso de cambio era algo que nunca se hubieran atrevido a tener en cuenta los ilustrados: el azar. Este genera cambios de forma continua, que inmediatamente después son expuestos, a su vez, a la constante presión selectiva que se produce en la lucha diaria por la existencia». Los individuos con unas características con mayores posibilidades de sobrevivir en su medio ambiente tendrán mayores posibilidades para reproducirse y con ello adquirir también las nuevas características y así es como termina apareciendo una nueva especie. Las metáforas que utilizó Darwin para explicar su teoría serían malinterpretadas como la supervivencia de los más fuertes y la adaptación al medio para sobrevivir. «Ambas teoría son falsas en tanto que trastocan el azar en la teoría de Darwin. De hecho, no sobreviven los más fuertes; más bien demuestran ser los más fuertes, “más en forma” y mejor adaptados en tanto que sobreviven. Del mismo modo que las especies no se adaptan, sino que precisamente por la misma presión de la selección anónima de tener que adaptarse, sólo aparecen como adaptadas porque han tenido la suerte de no extinguirse. Esta mecánica de la teoría de Darwin coincidía poco con la mentalidad contemporánea del siglo XIX, que seguía confiando en los grandes y provechosos mecanismos de la naturaleza y de su evolución».
La teoría de la evolución de Darwin tuvo una enorme influencia sobre el racismo. Después de la publicación de El origen de las especies de Charles Darwin en 1859 la idea de raza cambia: «se admite a partir de entonces que la humanidad ha evolucionado durante periodos de tiempo más largos de lo que se concebía anteriormente. Así se convierte en insostenible, incluso para un poligenista, pretender observar las razas humanas en su pureza original». De esta forma se alcanza el consenso entre los antropólogos de que «las razas no existen más que en el estado transformado e híbrido». Paul Broca defenderá que el método estadístico es el único posible para determinar las razas y lo aplicará a Francia.
De la tergiversación y «adaptación» a la sociedad de la teoría de la evolución de Darwin surgió el darwinismo social inaugurado por Herbert Spencer. Otros darwinistas sociales destacados fueron Alfred Russel Wallace y Ernst Haeckel. Una derivación del darwinismo social fue la eugenesia, concepto acuñado por el británico Francis Galton en 1883 y que Alfred Ploetz y Wilhelm Schallmayer introdujeron en Alemania bajo el término Rassenhygiene (higiene racial).

### Formas de praxis racista en elsigloXIX

#### La esclavitud y la segregación racial en Estados Unidos

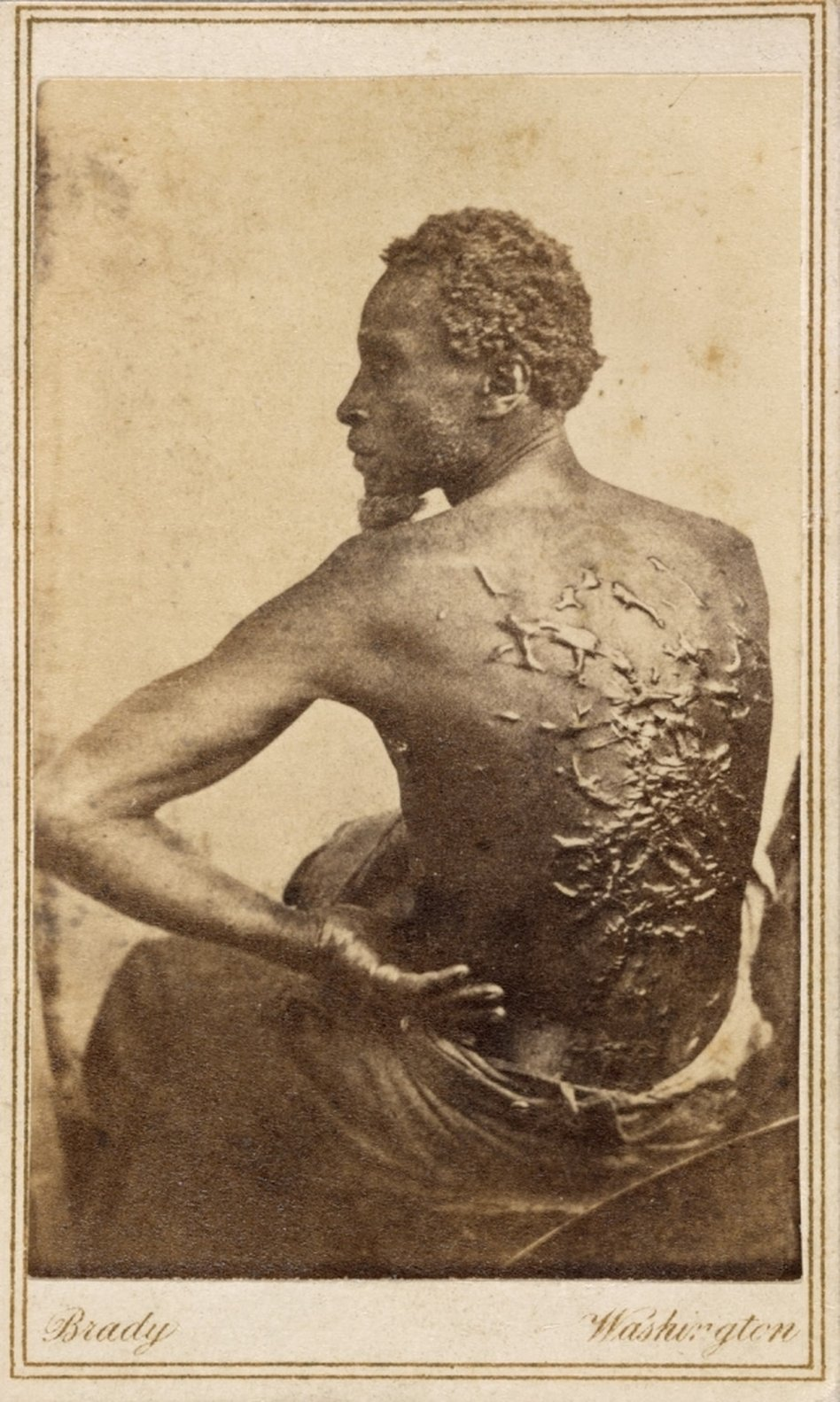
El esclavo fugitivo Gordon en 1863 durante su examen médico en un campo de la Unión.

La «forma más clara de práctica racista» en el siglo XX fue la esclavitud que siguió existiendo en el espacio africano y árabe y en América, tanto del Norte como del Sur. Y ello a pesar del creciente rechazo que suscitó ―ya el Congreso de Viena de 1815 la declaró ilegal― no sólo porque era contraria a los derechos del hombre sino también por la mezcla de razas que suponía. De hecho la esclavitud apenas fue legitimada por el racismo científico y sus defensores, como los dueños de las plantaciones en el Sur de Estados Unidos recurrieron a otro tipo de argumentos, como el paternalismo sobre sus esclavos negros.
La situación en Estados Unidos cambió radicalmente con la Proclamación de Emancipación de 1863 —y la subsiguiente Decimotercera Enmienda— por la que los esclavos pasaron a ser hombres libres ya que fue a partir de entonces cuando se recurrió a los argumentos biológicos y raciales para «demostrar» la inferioridad de los negros ―además de recurrir a la intimidación y a la violencia por medio del Ku-Klux-Klan―. Al mismo tiempo se aprobaron las primeras prohibiciones explícitas de la mezcla racial y de las relaciones sexuales entre negros y blancos, que fueron castigadas para los negros con fuertes penas. En este contexto fue cuando se estableció la «regla de una gota» (One-Drop Rule), una norma «tristemente célebre para la comprobación de la pertenencia racial que estuvo vigente en los tribunales de los Estados del Sur hasta la década de 1970». Según el One-Drop Rule era considerada negra aquella persona que llevara una sola gota de «sangre negra», es decir, quien tuviera un solo antepasado negro en las últimas cinco generaciones. Como ha señalado Christian Geulen, «de esta forma se declaró no existente, al menos jurídicamente, cualquier forma de mezcla racial; sólo había genuinos blancos o negros. Naturalmente se descartó una aplicación inversa del One-Drop-Rule para saber quién debería ser considerado jurídicamente como blanco…».

#### La esclavitud y la segregación racial en Cuba
No fue hasta 1868 que se derogaron las leyes segregacionistas que limitaban los derechos civiles de los afrocubanos bajo las antiguas "Leyes de Indias", hasta entonces el código legal vigente en la colonia española de Cuba, con la abolición de los Estatutos de limpieza de sangre. Sin embargo, la esclavitud no se abolió totalmente hasta el 7 de octubre de 1886. Si bien en el territorio peninsular se había abolido en 1837, persistió y se toleró legalmente en las colonias amparada por la presión de las "Ligas Nacionales" que la defendían con argumentos patrióticos, hasta la creación de la figura transitoria del patronato y su definitiva abolición en 1886.
Antonio Cánovas del Castillo, integrante de una de esas Ligas y entonces presidente del Gobierno de España, en el periódico francés "Le Journal" manifiesta en noviembre de 1896:

"(...) creo que la esclavitud era para ellos [los negros de Cuba] mucho mejor que esta libertad que sólo han aprovechado para no hacer nada y formar masas de desocupados. Todos los que conocen a los negros le dirán que en Madagascar, como en el Congo y en Cuba, son perezosos, salvajes, inclinados a obrar mal, y que es preciso manejarlos con autoridad y firmeza para obtener algo de ellos. Estos salvajes no tienen otros dueños que sus instintos, sus apetitos primitivos".

#### El colonialismo europeo: los «zoológicos humanos»
El racismo fue intensamente utilizado a partir de las últimas décadas del siglo XIX por los países europeos para justificar la legalidad de acciones de dominación colonial, jingoísmo y genocidio, en varias partes del mundo. Entre ellas puede mencionarse el "reparto de África" legalizado en la Conferencia de Berlín de 1884-1885, en la que doce países europeos, el Imperio otomano y Estados Unidos se consideraron a sí mismos con derechos territoriales exclusivos sobre el continente africano, ignorando a los pueblos que lo habitaban. Entre otros muchos actos inspirados y legitimados por la filosofía racista pueden mencionarse, la apropiación en 1885 como propiedad privada de Leopoldo II de Bélgica del Estado Libre del Congo, en el que impuso un régimen esclavista y genocida; la conquista de la notable ciudad de Tombuctú por Francia en 1893 y la destrucción de su cultura varias veces centenaria; la conquista y destrucción del Reino de Dahomey en 1894 por Francia; la conquista de Madagascar por Francia en 1895; la conquista y destrucción del Reino de Benín en 1897 por Gran Bretaña; la apropiación por parte del empresario y mercenario británico Cecil Rhodes de lo que a su muerte se llamaría Rodesia; la Conferencia de Algeciras de 1906, en la que las potencias europeas consideraron que Marruecos debía ser un "protectorado" de España y Francia; la matanza por inanición y envenenamiento del agua de las poblaciones Herero y Namaqua en el Desierto del Namib, entre 1904 y 1907, por parte de los colonizadores alemanes, considerado el primer genocidio del siglo XX; etc. Hannah Arendt en su libro Los orígenes del totalitarismo afirmó que el imperialismo europeo necesitó inventar el racismo como «la única explicación posible y la única excusa para su comportamiento criminal».
La colonización de gran parte del mundo por parte de Europa fue acompañada por una intensa propaganda racista, así como de obras artísticas que tenían como finalidad instalar el racismo como componente natural de la cultura humana.

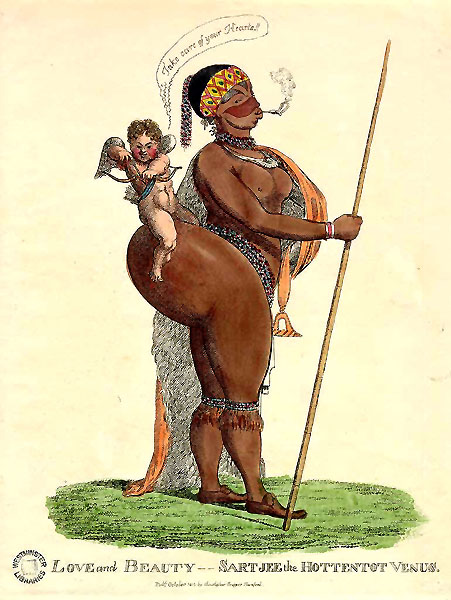
Una caricatura del de Sara Baartman, una mujer Khoi-san que era exhibida desnuda en una jaula como una atracción complementaria en Inglaterra, ante la indignación de la Asociación Africana. Después de su muerte, sus genitales fueron diseccionados y moldeados en cera. Nelson Mandela solicitó formalmente a Francia el regreso de sus restos, que habían sido guardados en el Musée de l'Homme de París hasta 1974.

El racismo también jugó un importante rol en los enfrentamientos entre las distintas etnias de aborígenes americanos y los colonos caucásicos de ascendencia europea, quienes eran defendidos por los ejércitos de los países donde esto ocurría. Para poner fin a estas contiendas y desarrollar económicamente amplias regiones controladas por los indígenas, se legitimaron las "guerras contra el indio" producidas en la segunda mitad del siglo XIX. Algunos de estos conflictos —donde siempre el estado de cada país resultó triunfante— ocurrieron en Argentina ("Conquista del Desierto"), Chile ("Ocupación de la Araucanía"), siendo estas exitosas, México ("Guerra de Castas", "Guerra del Yaqui") y Estados Unidos ("Conquista del Oeste"), siendo esta la más exitosa.
«Zoológicos humanos»
La conquista de territorios fue inevitablemente seguida por exhibiciones públicas de los indígenas por motivos científicos y de ocio. Karl Hagenbeck, un comerciante alemán de animales salvajes y futuro empresario de muchos zoológicos de Europa, decidió exhibir en 1874 a personas esclavizadas como poblaciones "puramente naturales". En 1876, mandó a uno de sus colaboradores al recientemente conquistado Sudán Egipcio para que capturaran algunas bestias salvajes, entre ellas personas nubas. Presentados en París, Londres y Berlín, estos nubas fueron un éxito. Tales "zoológicos humanos" podían encontrarse en Hamburgo, Amberes, Barcelona, Londres, Milán, Nueva York, Varsovia, etc., a los que asistían entre 200 000 y 300 000 visitantes a cada exhibición. Los tuaregs fueron exhibidos después de la conquista francesa de Tombuctú; los malgache después de la ocupación de Madagascar; las mujeres amazonas de Abomey después de la derrota mediática de Behanzin contra los franceses en 1894. Muchos de los indígenas exhibidos en estas condiciones murieron, como un grupo de galibis en París en 1892.

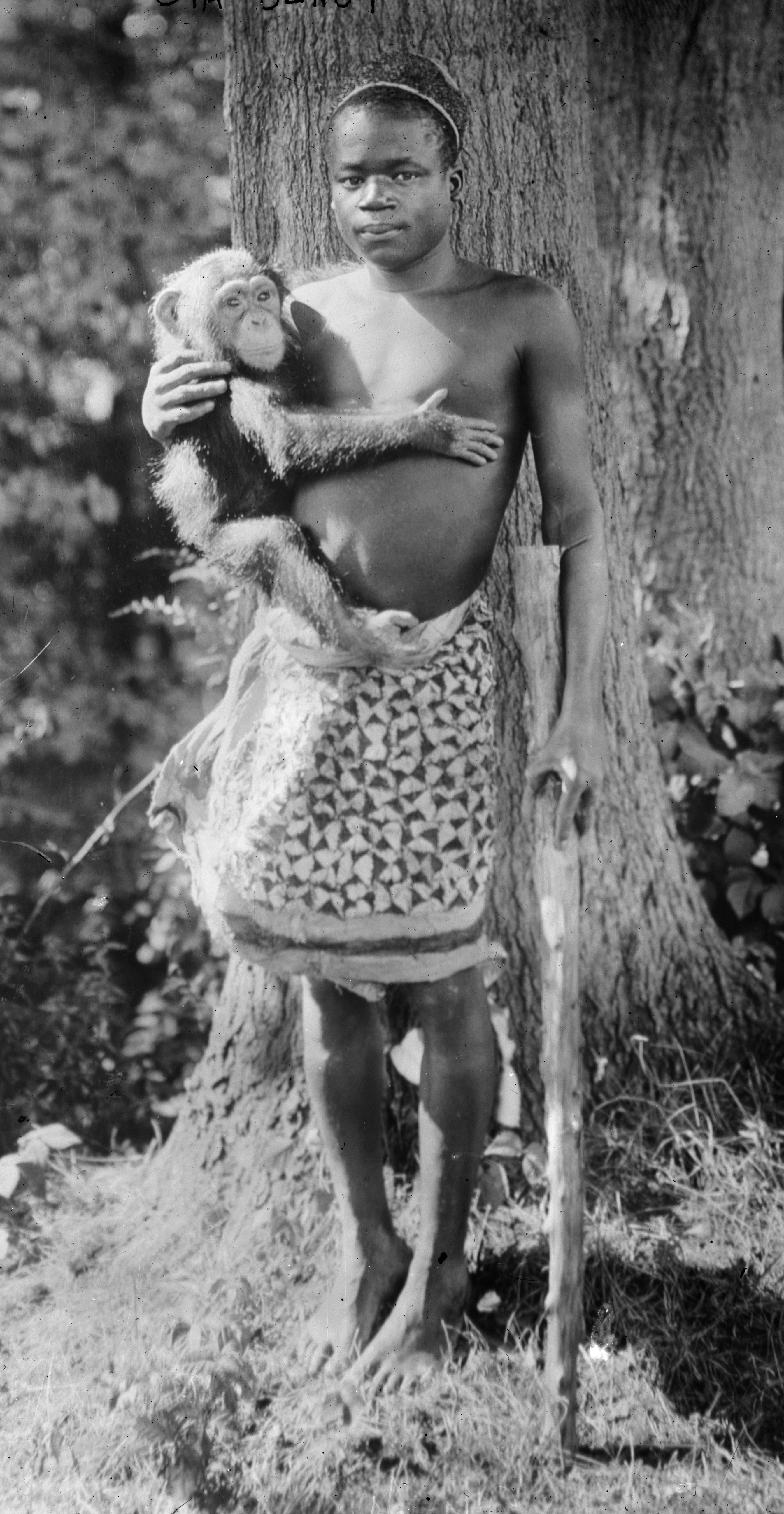
Ota Benga, exhibido en el Zoológico del Bronx. Ota Benga fue un pigmeo capturado en 1904 en el Congo, para ser mostrado al público. En 1906 fue expuesto en el zoológico del Bronx (Estados Unidos) junto a un orangután, en la Casa de los Monos.

Por su parte, Geoffroy de Saint-Hilaire, director del Jardín Parisino de Aclimatación, decidió en 1877 organizar dos "exhibiciones etnológicas", mostrando personas nubas e inuit. El público de Jardín Parisino se duplicó, con un millón de entradas pagadas en ese año. Entre 1877 y 1912, aproximadamente treinta "exhibiciones etnológicas" fueron presentadas en el Jardin Zoologique D'acclimatation. En la Feria Mundial de París de 1878 y 1879 se exhibieron las "villas de negros". En las Exhibiciones Coloniales de Marsella (1906 y 1922) y París (1907 y 1931) también se exhibieron seres humanos en jaulas, frecuentemente desnudos o semidesnudos.
En los Estados Unidos, Madison Grant, director de la Sociedad Zoológica de Nueva York, expuso en el Zoológico de Bronx a Ota Benga, una persona pigmea traída de África, junto con simios y otros animales en 1906. A instancias de Grant, un prominente científico racista y eugenista, el director Hornaday, puso a Ota Benga en una jaula con un orangután y le colocó un cartel señalándolo como "el eslabón perdido", dando a entender que africanos como Ota Benga eran una especie animal intermedia entre los monos y los europeos.
En España, el Parque del Buen Retiro fue escenario en mayo del año 1887 de un zoo humano en el que a los madrileños se les mostraba cómo eran los filipinos, pero no fue el único recinto de exhibición en España: en Barcelona se podían ver “negros salvajes”.
En Madrid, llegaron al Retiro 43 indígenas filipinos junto a “algunos igorrotes, un negrito, varios tagalos, los chamorros, los carolinos, los moros de Joló y un grupo de bisayas”, como recoge el investigador Christian Báez Allende en su libro Zoológicos Humanos: fotografías de fueguinos y mapuche. Fueron expuestos junto a la Casa de Fieras. La prensa de entonces, concretamente el diario El Imparcial, escribió al respecto: “En su constitución, en su aspecto, en su lenguaje, en sus maneras, en sus costumbres en su color y hasta en sus trajes, esos compatriotas nuestros difieren grandemente de los filipinos más civilizados y hasta ahora conocidos”, como recoge el blog ‘El bazar de Jim’.
Estas personas fueron tratadas en Madrid mejor que en el resto Europa. La documentación recogida por el investigador apunta que se les permitió entrar en el Palacio Real de Madrid y que fueron recibidos en audiencia por la infanta Isabel y la regente María Cristina, para después volver de vuelta a casa en barco ya que fue denegado su “préstamo” a una exposición parisina. Gracias a ello, ‘solo’ murieron cuatro de 43 filipinos, un número inferior al que solía tener lugar en este tipo de giras.
Una exposición lo ha recordado en el cercano Museo de Antropología de Madrid durante el verano de 2017.

#### El antisemitismo

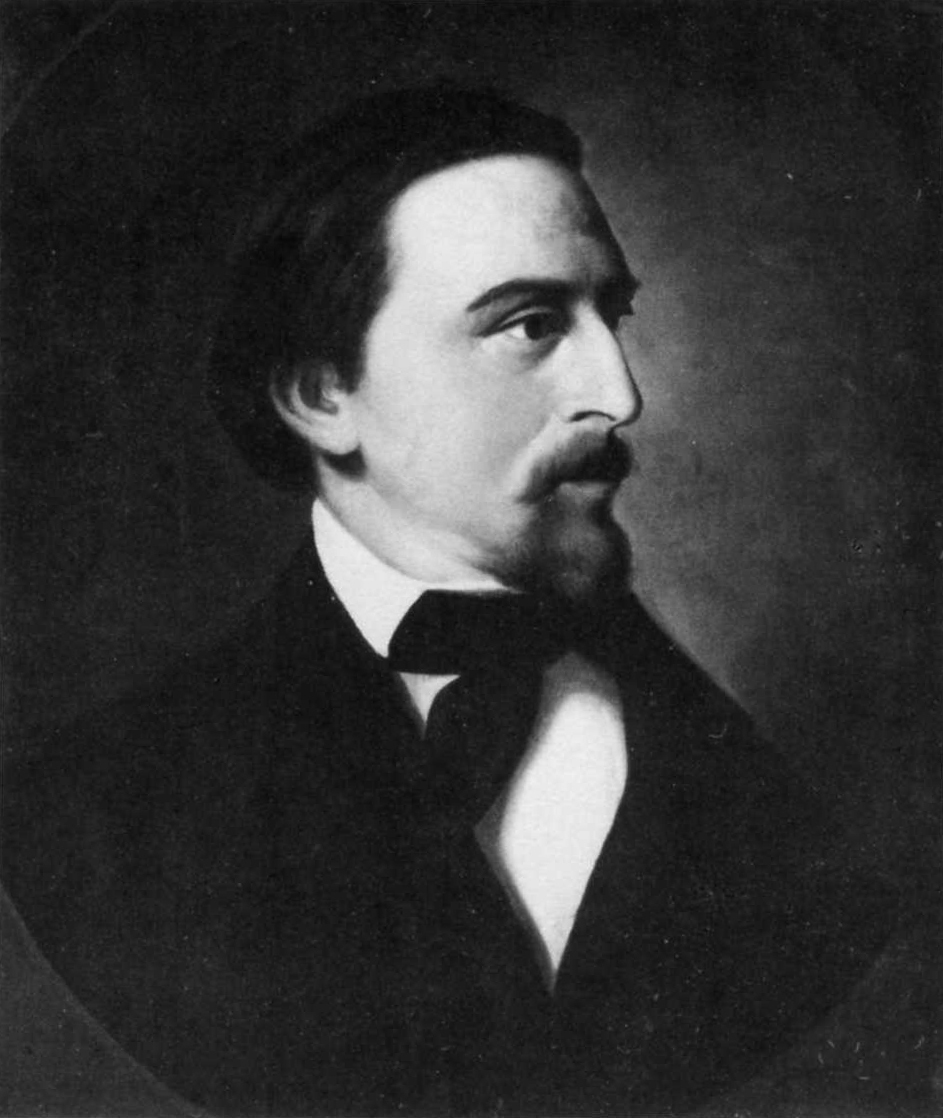
Wilhelm Marr, creador del término "antisemitismo".

Conforme fue avanzando el siglo XIX los judíos fueron «quienes se convirtieron en objeto preferido de las ideologías racistas». El término «antisemitismo» nació en el Imperio Alemán en los años 1870-1880 «para dar nombre a una visión del mundo que veía los fundamentos de todo desarrollo cultural en la diferenciación y la lucha entre lo “ario” y lo “semita”». Así pues, como ha destacado Christian Geulen, el «antisemitismo racista» ―como él lo denomina― «no era en absoluto una simple aversión hacia los judíos. A finales del siglo XIX, y no sólo en Alemania, el antisemitismo era un programa de partido y una filosofía de la historia, un punto de vista político y una doctrina natural y social; era un medio esencial de entenderse a sí mismos…».
Según Geulen, la razón fundamental de la hostilidad «racial» hacia los judíos no residía en el tradicional antijudaísmo cristiano sino en el hecho de que, especialmente en Alemania, constituían «la única comunidad cultural minoritaria importante». «En ese estatus de “marginales establecidos” [«la integración de los judíos en la sociedad europea alcanzó su punto culminante en la segunda mitad del siglo XIX, y en especial en Alemania»] se centró buena parte de la propaganda antisemita». Para los antisemitas ultranacionalistas alemanes «el judaísmo no era sin más el enemigo de una pretendida raza alemana, sino también un enemigo del racismo como doctrina e interpretación del mundo ―y por tanto adquirió para los antisemitas cada vez más los rasgos de una raza fundamentalmente enemiga―». Uno de los primeros en expresar ese nuevo antisemitismo fue el historiador berlinés Heinrich von Treitschke quien en 1879 escribió: «Los judíos son nuestra desgracia». Pronto quedó claro, como lo demostró el affaire Dreyfus, que el nuevo antisemitismo alimentado por las teorías raciales no era sólo un fenómeno alemán.
Se considera a Ernest Renan el verdadero fundador del «antisemitismo académico» en Francia, pero, según Pierre-André Taguieff, «es Jules Soury quien efectúa el paso a la acción. Denuncia el dominio absoluto de los judíos sobre el aparato político, las instituciones, etc. […] La “lucha de las razas” es reinterpretada como la principal manifestación de la “lucha por la existencia” en los humanos. El combate entre el “Ario” y el “Semita” es una lucha a muerte». Aún más radicales son las tesis antisemitas de Georges Vacher de Lapouge que recurre a la craniometría para «demostrarlas».

## SiglosXXyXXI

### La «edad de oro» de la eugenesia (1890-1945)

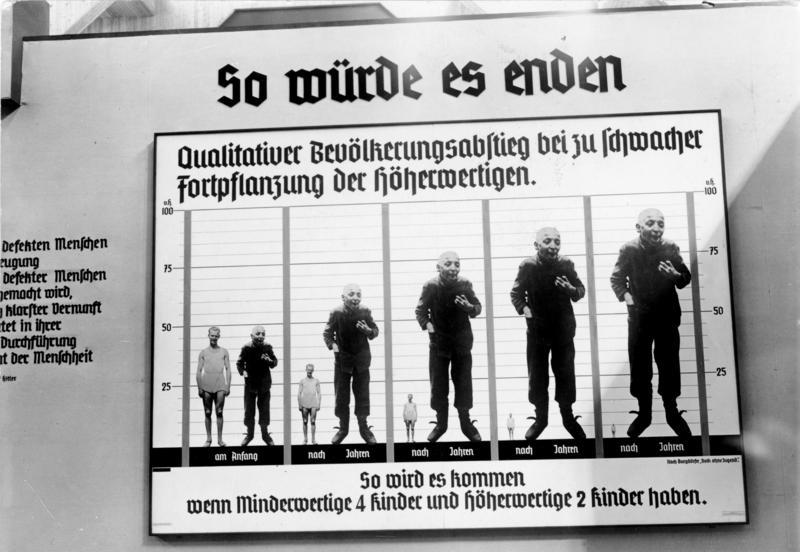
Cartel de la exposición eugenésica nazi "Wunder des Lebens" ('Milagros de la vida') de 1935 en la que se muestra una proyección demográfica sobre lo que pasaría (So würde es enden!, '¡Así terminaría!') si los "inferiores" (Minderwertige) tuvieran el doble de hijos (4 sobre 2) que los "superiores" (Höherwertige). De esta forma se justificaba la política eugenésica nazi.

La eugenesia, concepto acuñado por el británico Francis Galton en 1883 y difundido en el Imperio Alemán por Alfred Ploetz y Wilhelm Schallmayer bajo el término Rassenhygiene (‘higiene racial’), conoció su periodo de apogeo entre finales del siglo XIX y 1945, «cuando la eugenesia quedó desacreditada por los crímenes del nacionalsocialismo». Como ha destacado Christian Geulen, con la eugenesia, «la antigua idea de la lucha racial y el tema central de la mezcla de razas fueron completados con un tercer motivo que iba a transformar en totalitario el discurso racial, así como las prácticas que lo acompañaban: la idea de la creación artificial de la raza». «En qué medida esta idea de poder crear razas por medio de la técnica fascinó a las personas, no sólo en los sistemas totalitarios del siglo XX sino también anteriormente, se ve en el éxito de la eugenesia o también en obras como la muy popular de Houston Stewart Chamberlain, Fundamentos del siglo XIX, donde, de forma explícita, se formulan programas de “creación de razas” con ayuda de todas las posibilidades de intervención ―sociales, políticas, culturales y biológicas― disponibles».
«Los proyectos de una raza sin cuerpos extraños, de una población sin enfermos, de una comunidad del pueblo sin discrepancias, de un imperio colonial sin colonizados o de una sociedad sin clases… se intentaron realizar, de una y otra forma». Cuando en 1912 se reunió en Londres el Primer Congreso Mundial de Eugenesia el movimiento eugenésico estaba ya muy extendido especialmente en Estados Unidos, Inglaterra, los Países Escandinavos y Alemania. Su objetivo era «el intento de controlar la distribución de los rasgos hereditarios en el proceso colectivo de reproducción de la población mediante intervención en la vida biológica y social». Se trataba de favorecer la reproducción de las características deseadas (eugenesia «positiva») y evitar la de las indeseadas (eugenesia «negativa»). En última instancia el proyecto eugenésico consistía en «poder controlar la evolución humana».
Ya antes de 1912 se habían puesto en marcha prácticas eugenésicas en varios países, como Inglaterra y Alemania, para, por ejemplo, favorecer la reproducción de personas consideradas «valiosas» mediante la planificación de la elección de pareja. Y en algunos estados de Estados Unidos y en los Países Escandinavos, se habían decretado las primeras prohibiciones de reproducción y esterilizaciones forzosas de los «deficientes» (enfermos crónicos, discapacitados físicos y síquicos, «criminales natos», etc.). Partiendo de la idea propia del discurso racista del siglo XIX de la estrecha relación entre la reproducción biológica de los individuos y de la comunidad entera, muy pronto se consideró «la posibilidad de impedir que también grupos, clases sociales y razas enteras se reprodujeran biológicamente». En lo que discrepaban los eugenistas entre sí era en si se debía primar la intervención en el medio, como sostenían los más liberales, o en la «crianza biológica», como sostenían los más reaccionarios.
Tras la terrible tragedia de la Gran Guerra de 1914-1918, algunos teóricos raciales comenzaron a dudar de la efectividad de las medidas eugenésicas y a partir de entonces convirtieron en el centro de sus preocupaciones la posibilidad de una caída y decadencia de la propia raza, supuestamente superior. Dos obras ejemplificaron esta nueva percepción: Passing of the Great Race (‘El final de la gran raza’) del estadounidense Madison Grant y Der Untergang des Abendlandes (‘La decadencia de Occidente’) del alemán Oswald Spengler.
Sin embargo, la eugenesia no se cuestionó y aparecieron propuestas muy radicales, como la del abogado alemán Karl Binding y el psiquiatra forense Alfred Hoche que en un pequeño libro publicado en 1920 abogaron por la eliminación de las personas que llevaban una «vida indigna de la vida» (Vernichtung lebensunwerten Lebens) ―enfermos incurables y retrasados mentales― y que constituían una «existencia lastre» para la comunidad debido al alto coste que suponía cuidarlos y al gran número de camas de hospitales que ocupaban. Esta sería la política que aplicarían los nazis en la década siguiente por medio del programa secreto de exterminio denominado Aktion T4, disfrazado bajo el término «eutanasia».

### Racismo nazi y el Holocausto

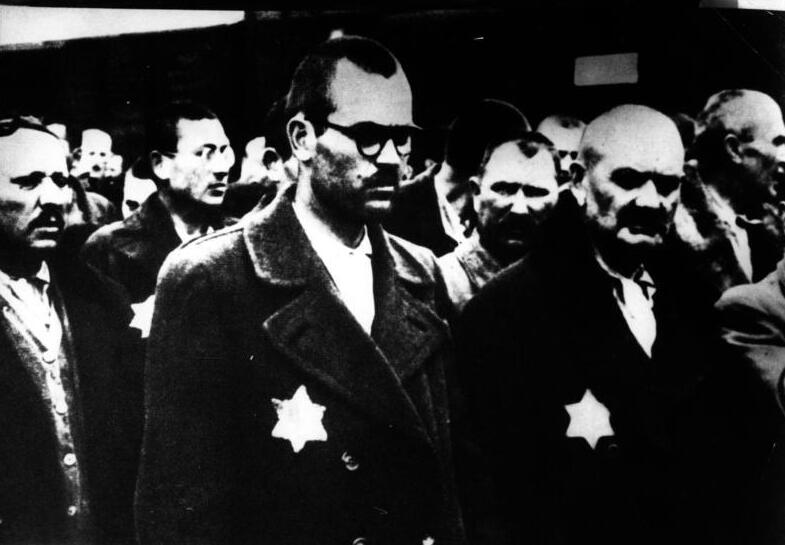
Selección de prisioneros judíos en el campo de exterminio de Auschwitz antes de ser conducidos a las cámaras de gas.

Tras la Gran Guerra, los teóricos raciales (y los eugenistas) centraron su atención en «la lucha global de las razas» y se volvió al núcleo central de la teoría darwinista. «Se tomó conciencia de que la raza más fuerte y mejor sólo se manifiesta como tal en la lucha global por la supervivencia, que una raza bien “preparada” tiene que demostrar su eficacia ante todo en la lucha con las otras. […] Se asumió… que la raza perfecta sólo es aquella que se ha impuesto a todas las demás; en consecuencia, la guerra es la única y verdadera creadora de raza». Y esta idea será central en el nazismo. El exterminio del judaísmo europeo era, según Hitler y los nazis, una lucha por la supervivencia de la raza alemana. «Para esta racionalización ya no se necesitaba, ni siquiera en los casos extremos, la explícita desvalorización racista de los demás. Así, el exterminio de los judíos en los campos de concentración tuvo lugar sin que los autores tuvieran que ser entrenados en un odio antisemita permanente».
El nacionalsocialismo había surgido como una ideología basada en la supremacía de la «raza aria», de la cual los alemanes eran considerados su expresión más pura. Y el gran enemigo de la «raza aria» era «el Judío». Llegó al poder en Alemania en enero de 1933, cuando el presidente de la República, el conservador Paul von Hindenburg, designó a Adolf Hitler canciller del Reich. Desde ese momento Hitler siguió una política de avasallamiento de las instituciones democráticas, hasta instalar una dictadura, que tuvo al racismo como uno de sus componentes institucionales.
Los nazis hicieron suyo el concepto de "Großdeutschland", o la Gran Alemania, y tuvieron como objetivo concentrar en un solo estado (el Tercer Reich) a todos los individuos de "etnia alemana" de Europa, aun cuando estuvieran dispersos en otros países. El racismo fue un aspecto importante de la sociedad y la política en el Tercer Reich, determinando la persecución y asesinato de los alemanes de origen judío, y luego de otras minorías étnicas como los gitanos. Los nazis también combinaron el antisemitismo con su "lucha contra la ideología comunista" y consideraron que el movimiento de izquierda así como el capitalismo de mercado eran la labor de una "conspiración de los judíos", como justificación al exterminio de dicha etnia. Se refirieron a este así llamado movimiento con la terminología "revolución judío-bolchevique de subhumanos". Esta clase de ideas se manifiesta en el desplazamiento, internamiento, y, más tarde, el exterminio sistemático de un número estimado de 11 a 12 millones de personas En medio de la Segunda Guerra Mundial, aproximadamente la mitad de esas víctimas son judíos en lo que es históricamente recordado como el Holocausto (Shoah), y otro grupo enorme de 100 000-1 000 000 de gitanos, que fueron asesinados en el Porraimos u "holocausto de los gitanos". Otras víctimas de la persecución nazi incluían comunistas, socialistas, anarquistas, negros, opositores políticos en general, homosexuales, disidentes religiosos, clérigos protestantes o católicos que rechazaban la ideología violenta del régimen, y masones.

### Segregación racial en Estados Unidos

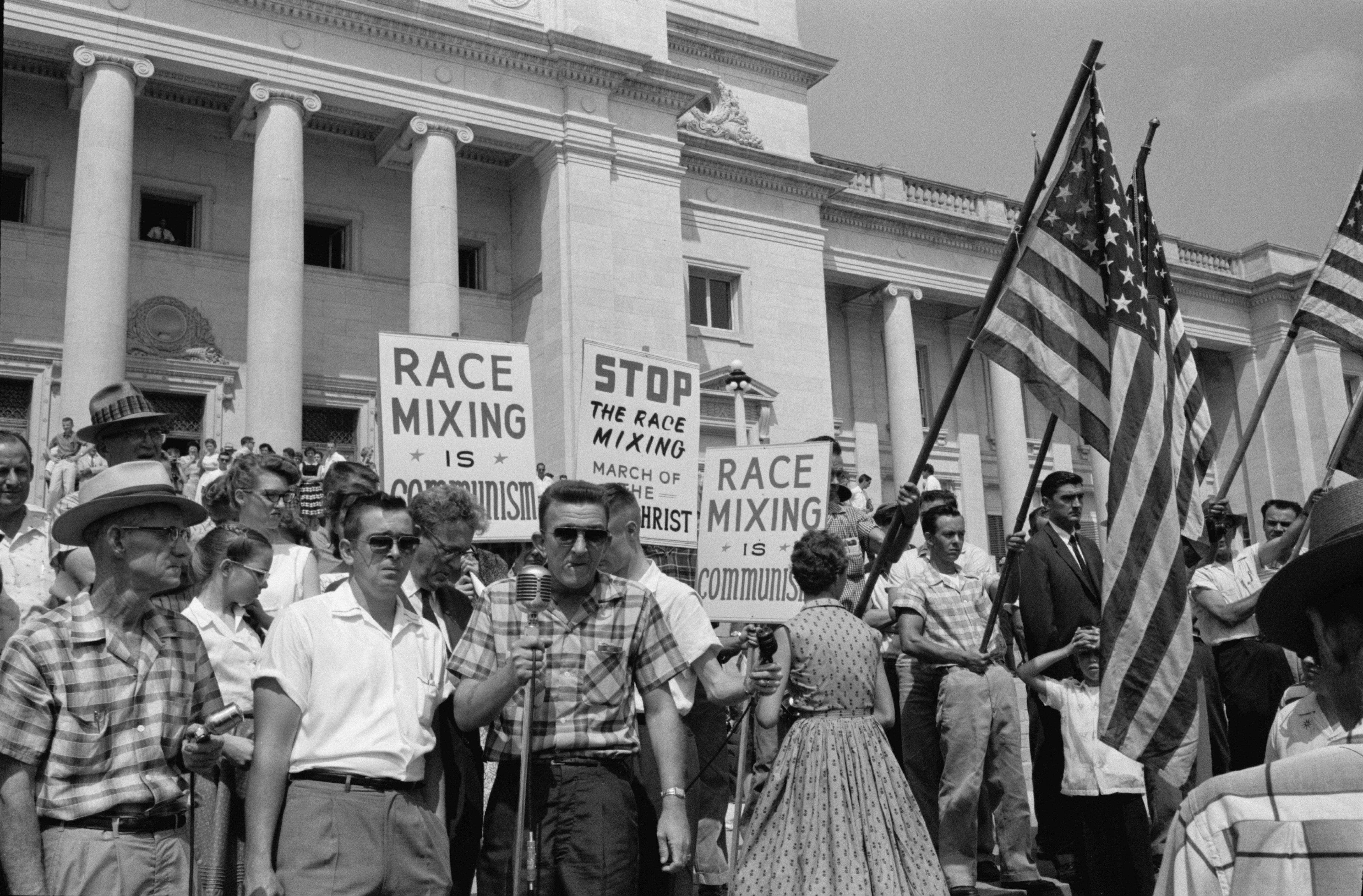
Manifestación de 1959 a favor de la segregación racial en las escuelas, donde se tacha la prohibición de dicha segregación de comunismo.

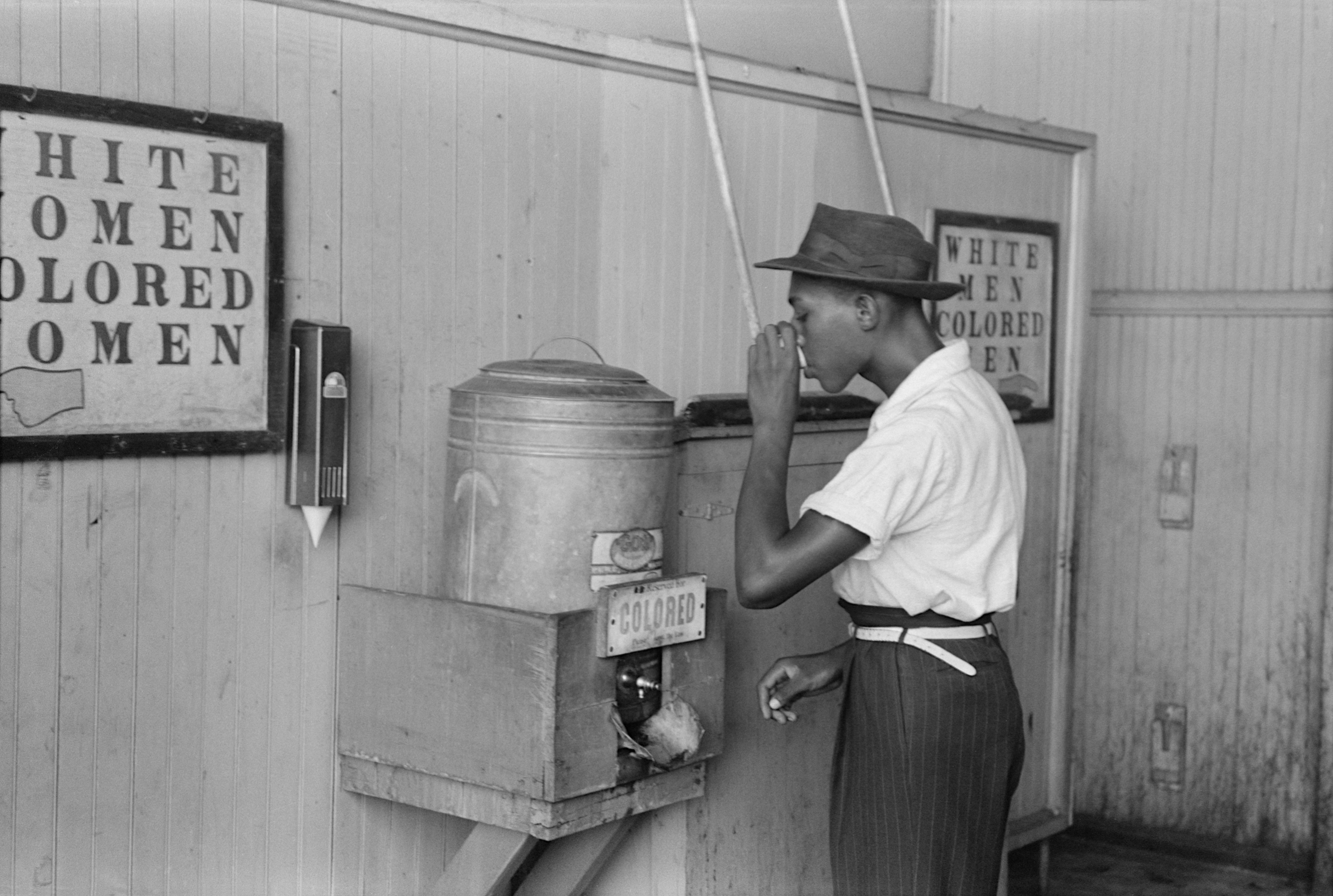
Afroamericano bebiendo de una fuente asignada a «personas de color» (mediados del)

Aun habiéndose eliminado la esclavitud en 1863, Estados Unidos continuó practicando la segregación racial durante el siglo XIX y mediados del siglo XX. La segregación racial es la separación de espacios, servicios y leyes para las personas de acuerdo a su descendencia.
Como resultado de la lucha por el Movimiento por los derechos civiles en Estados Unidos y del apoyo de los presidentes John F. Kennedy y Lyndon B. Johnson, se firma la Ley de Derechos Civiles en 1964 en la que se prohíbe la aplicación desigual de los requisitos de registro de votantes y la segregación racial en las escuelas, en el lugar de trabajo e instalaciones que sirvan al público en general ("lugares públicos") y en 1965 la Ley de derecho de voto.

### El racismo poscolonial: elapartheidde Sudáfrica
Tras la derrota de los fascismos en la Segunda Guerra Mundial el racismo perdió su poder de convicción y su legitimidad, pero los mitos y las prácticas racistas pervivieron durante un tiempo en el mundo poscolonial o que estaba en proceso de emancipación. El ejemplo más extremo lo representó el régimen sudafricano del apartheid que perduró hasta los años 1990. Según Christian Geulen, «apartheid significaba no sólo la separación de la población en una raza privilegiada y en otra que carecía de derechos en muchos aspectos. En la conciencia de los sudafricanos blancos era más bien un sistema que consideraban necesario para la estabilidad y la pervivencia de su forma de vida propia como colonizadores en un medio abiertamente hostil». «Sudáfrica fue, sobre todo, la última de las regiones poscoloniales en las que el racismo y el mito de la lucha de razas se presentaron en la forma imperialista clásica de un conflicto entre culturas europeas y no europeas», concluye Geulen.

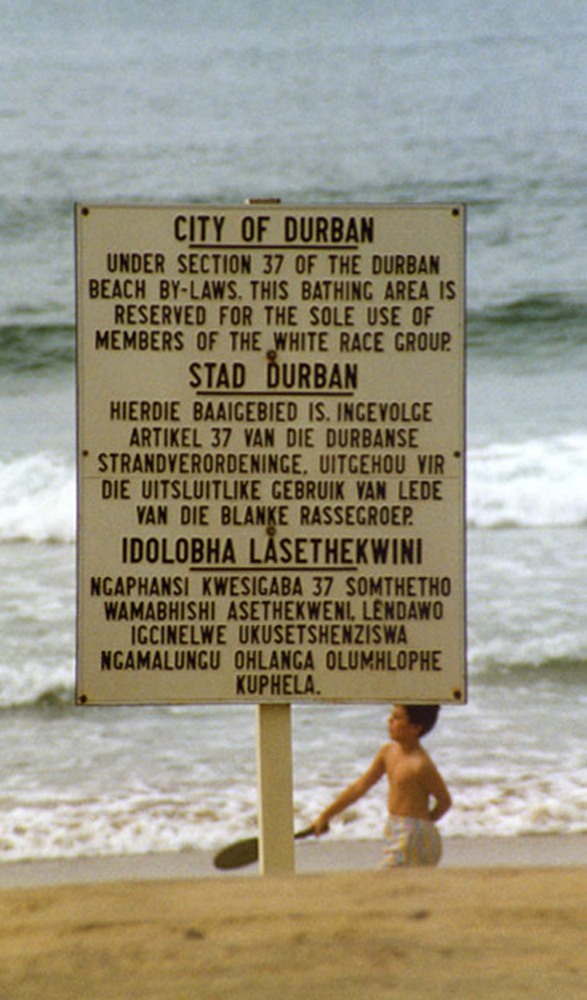
Cartel en una playa de Durban que dice: "Bajo la sección 37 de las Leyes de la Zona de Playas de Durban, esta área de baño está reservada para el solo uso de miembros del grupo de raza blanca". (1989)

El apartheid fue un régimen de segregación racial implantado en Sudáfrica por colonizadores neerlandeses bóer o afrikáner, como parte de un régimen más amplio de discriminación política, económica, social y racial, de la minoría blanca de origen europeo sobre la mayoría negra aborigen, derivado a su vez del colonialismo. La palabra apartheid en afrikáans significa «segregación»". El apartheid propiamente dicho se inició en 1948 con la toma del poder por parte del Partido Nacional. Este partido decidió implantar un régimen racista que consolidara el poder de la minoría blanca e impidiera el mestizaje de la población. Con ese fin sancionó en 1949 la Ley de Prohibición de Matrimonios Mixtos No 55/49, que prohibió los matrimonios de personas consideradas "blancas" con personas consideradas "no blancas". Al año siguiente la separación sexual de los habitantes, según el tono de piel, se completó con la Ley de Inmoralidad No 21 de 1950, que reguló la vida sexual de los ciudadanos, prohibiendo la «fornicación ilegal», y «cualquier acto inmoral e indecente» entre una persona blanca y una persona africana, india, o de color. Estas normas implantaron lo que se conoció como "pequeño apartheid" que dio paso al "gran apartheid", el cual involucraba también la separación espacial de la los habitantes, según las características étnicas con las que habían nacido.
La imposición del apartheid llevó al Congreso Nacional Africano (ANC), formado por sudafricanos negros, a desarrollar un plan de resistencia que incluía la desobediencia civil y marchas de protesta. En 1955 en un congreso llevado a cabo en Kliptown, cerca de Johannesburgo, varias organizaciones opositoras, incluyendo el ANC y el Congreso Indio, formaron una coalición común que adoptó la Proclama de Libertad, con el fin de establecer un Estado sin discriminación racial. Las luchas antiracistas fueron severamente reprimidas por el régimen bóer, incluyendo matanzas y detenciones masivas. Entre los líderes negros detenidos se encontraba Nelson Mandela que permaneció preso durante 27 años (1963-1990).
Estados Unidos y los países de Europa Occidental toleraron el apartheid durante las décadas de 1950, 1960 y 1970, debido a que Sudáfrica había adoptado una posición abiertamente anticomunista. Por el contrario, los países del bloque comunista liderado por la Unión Soviética, denunciaron desde un inicio al apartheid como un régimen racista incompatible con los derechos humanos. A partir de la década de 1970, el régimen sudafricano comenzó a ser rechazado por la opinión pública mundial y la mayor parte de la comunidad internacional, y su apoyo comenzó a limitarse a los Estados Unidos, Israel y las dictaduras latinoamericanas de ese momento (Argentina, Brasil, Chile, Uruguay, etc).
La caída de las dictaduras latinoamericanas en la década de 1980 y el inicio de la globalización, llevó a un extremo el aislamiento de Sudáfrica en el plano internacional, afectando severamente la economía y la estabilidad del país, por lo que en 1990, el presidente Frederik de Klerk anunció que empezaría un proceso de eliminación de leyes discriminatorias y que levantaría la prohibición contra los partidos políticos proscritos (incluyendo el principal y más relevante partido de oposición negro, el Congreso Nacional Africano). Entre 1990 y 1991 fue desmantelado el sistema legal sobre el que se basaba el apartheid.
Finalmente, el 27 de abril de 1994, se celebraron las primeras elecciones que reconocían el sufragio universal y que le dieron el triunfo al ANC con el 62,65 % de los votos. El 10 de mayo de 1994 Nelson Mandela fue designado presidente de Sudáfrica, organizándose un gobierno de unidad nacional. A partir de entonces Sudáfrica celebra el 27 de abril como una fiesta nacional con el nombre de Día de la Libertad.

### Después de 1945: el fin del racismo científico y el racismo cultural
Tras conocerse las atrocidades cometidas por los nazis durante la Segunda Guerra Mundial, la noción biológica de «raza» quedó deslegitimada, aunque no completamente al principio, y con ella el racismo científico. También tuvo gran importancia ―mayor aún, según Christian Geulen― el cambio de modelo de las ciencias humano-biológicas, ya iniciado antes de la guerra, que supuso el paso de la eugenesia a la genética y que fue definitivo cuando en 1953 se descubrió la estructura del ADN.

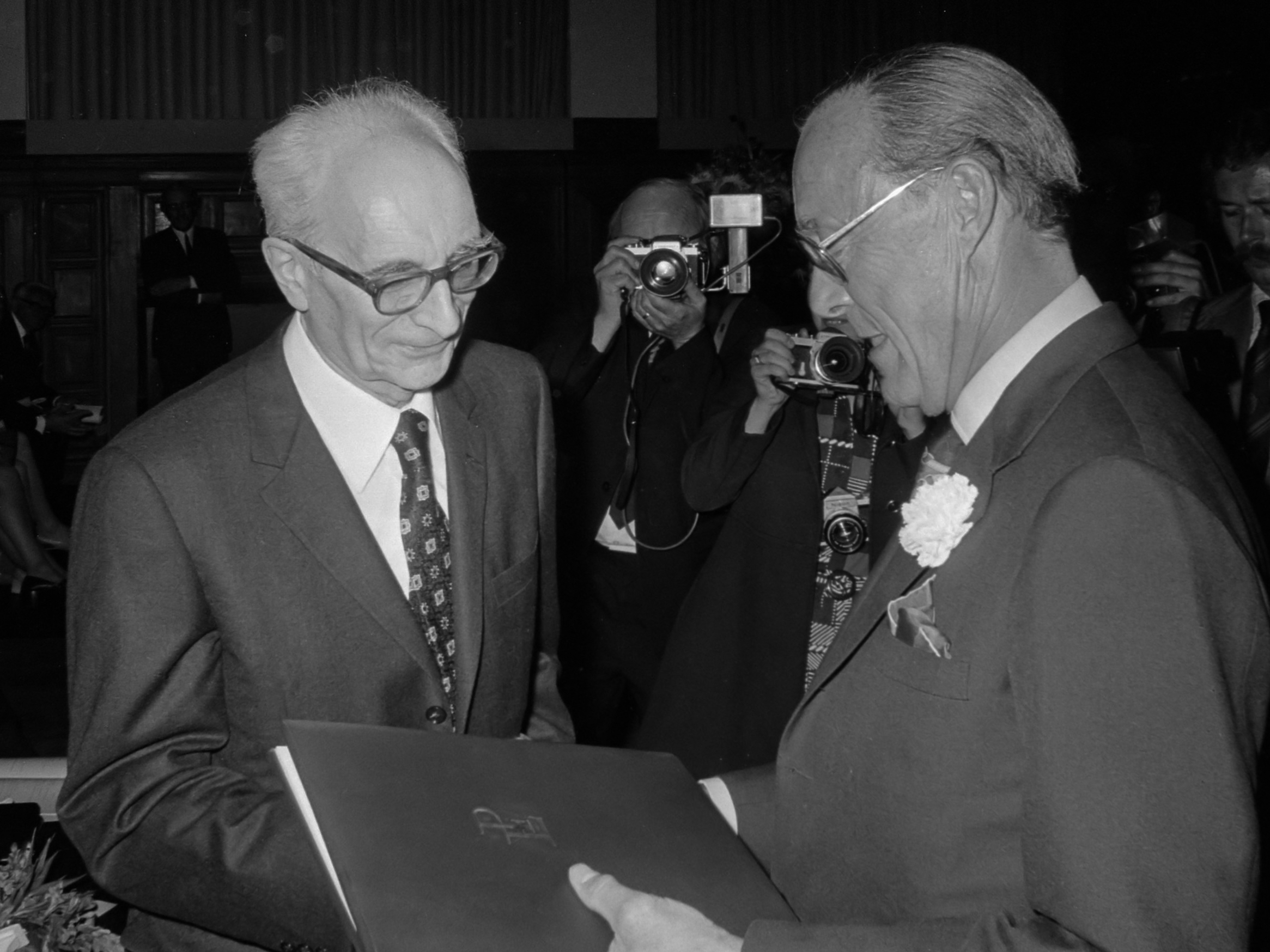
El Príncipe consorte de los Países Bajos Bernardo de Lippe-Biesterfeld (derecha) le entrega el Premio Erasmus de 1973 a Claude Lévi-Strauss (derecha). En 1952 Lévi-Strauss publicó por encargo de la UNESCO el libro Raza e historia que constituirá un punto de inflexión fundamental al hacer de la raza un concepto totalmente ilegítimo para pensar las diferencias humanas: solo existe una raza, la raza humana, con sus diferencias culturales.

La Unesco, organismo internacional fundado en noviembre de 1945, declaró a la «raza» «la plaga del mundo» que había conducido a la humanidad a la catástrofe y en el acta de constitución condenó «el dogma de la desigualdad de las razas y los hombres». El antropólogo estadounidense de origen suizo Alfred Métraux, dirigente de la organización, le encargó a Claude Lévi-Strauss un ensayo que se convertirá en su célebre obra ‘’Raza e Historia”. Publicada en 1952 constituirá un punto de inflexión fundamental sobre el tema al hacer de la raza un concepto totalmente ilegítimo para pensar las diferencias humanas: solo existe una raza, la raza humana, con sus diferencias culturales. A partir de entonces el término «raza», si es que se utiliza, se entenderá como una categoría social y no como un hecho natural. Se alcanzó así un «consenso antirracista relativamente amplio», aunque no cristalizó hasta los años 1960, impulsado por los diferentes los movimientos sociales de la década entre los que destacó el movimiento por los derechos civiles en Estados Unidos que contribuyó «de forma notable a deslegitimar el racismo en la conciencia mundial». «El racismo se consideró un fenómeno anticuado, reaccionario y esencialmente premoderno».
La UNESCO puso como modelo el Brasil «mestizo», el país que habría superado las diferencias raciales y puesto fin al racismo ―una valoración que será puesta en duda años después―, mientras que el contramodelo será la Sudáfrica del apartheid, un país que iba «al revés de la historia» al aplicar una política declaradamente racista, lo que le supondrá su progresivo aislamiento internacional.
En la década de 1950 se extiende la visión optimista de que una vez deslegitimado el concepto de raza ―la ausencia de razas humanas es una verdad científica admitida y proclamada― la extensión de la educación será suficiente para hacer desaparecer el racismo. El número de julio-agosto de 1950 de El Correo de la UNESCO así lo declara en su primera página: «Los científicos del mundo entero denuncian un mito absurdo… el racismo». Una comisión de la UNESCO dirigida por el antropólogo estadounidense Ashley Montagu propone en 1950 que se deje de utilizar el término «raza» sustituyéndolo por la expresión «grupo étnico». El psicólogo canadiense Otto Klineberg propone a su vez como prioritario deshacer la ilusión de la «pureza racial». Siguiendo esta misma línea los historiadores franceses Lucien Febvre y François Crouzet escriben un ‘’Manual de historia de la civilización francesa” titulado «Somos mestizos» (“Nous sommes des sang-mêlés”) pero que solo será publicado muchos años más tarde, aunque algunos extractos del mismo aparecieron en una revista alemana en 1953. El libro-manual estaba destinado a los profesores y a los alumnos de secundaria con la finalidad de desarrollar la idea de que la humanidad es «una gran familia de pueblos unidos, y no un campo cerrado para batallas raciales que disfrazan (mal) horribles conflictos de interés». En uno de sus capítulos se decía: «Bienaventurada la nación que no es “pura”. Porque en la variedad extrema de tipos de individuos que la componen, podrá encontrar ciudadanos y ciudadanas capaces de hacer frente a todas las dificultades, a todas las pruebas que la vida reserva a un grupo de hombres organizados en nación. Y tanto mejor para ella».
Hubo países que fueron más allá del ámbito educativo ―como Francia mediante la ley Pleven aprobada en 1972― y consideraron el racismo, no una opinión sino un delito. En otros países como Estados Unidos las opiniones racistas eran legales pero existía una presión social que las reducía a los círculos de los supremacistas blancos.
Sin embargo, el racismo biológico, a pesar de que estaba desacreditado, no desapareció del todo después de 1945. En 1947 el historiador francés Louis Chevalier explicaba que Francia tenía unos «valores raciales» que había que defender contra las «minorías extranjeras» que habían causado tanto mal al país. En 1950 el premio Nobel de física William Shockley proponía esterilizar a los negros por razones eugenésicas. En 1994 Richard Herrnstein y Charles Murray publicaban ‘’The Bell Curve’’ en el que explicaban los resultados menos buenos de los escolares negros por deficiencias intelectuales innatas. En 2007 el bioquímico estadounidense James Dewey Watson afirmó que la inteligencia de los africanos era inferior a la de los occidentales. Como ha destacado Pap Ndiaye, «la llama mediocre del racismo biológico no ha sido mantenida más que por ideólogos de extrema derecha». En una encuesta de 2020 solo el 8 % de los franceses consideraba que existían «razas superiores a otras».
En 1972 la socióloga francesa Colette Guillaumin constató que la deslegitimación del racismo biológico no había supuesto la desaparición del racismo y propuso el concepto de «racismo sin razas» para designar una forma persistente de rechazo al otro que no se basa en un discurso biológico puro y duro sino en la denuncia de costumbres y culturas tan radicalmente distintas que sería imposible que pudieran vivir juntas. Fue así como se asentó el concepto de racismo cultural, racismo «diferencialista» o «neoracismo». En 1984 el ensayista franco-tunecino Albert Memmi escribió:

Hay un enigma extraño a propósito del problema del racismo. Nadie, o casi nadie, se ve a sí mismo como racista, y sin embargo el discurso del racismo permanece tenaz y actual. Cuando se le interroga, el racista lo niega y palidece: ¡él racista, en absoluto! Lo insultarías si insistieras.

El racismo cultural «no se basa en una jerarquía racial biológica (que toma la precaución de condenar en general), sino en diferencias culturales consideradas como irreductibles y antagónicas entre los grupos, y de las cuales el grupo dominante debería de protegerse, si no quiere desaparecer». «Los racistas culturales consideran que los “otros” tienen globalmente modos de vida diferentes e inferiores a los suyos, que vienen de sociedades atrasadas, que tienen prácticas culturales heredadas de tiempos oscuros de la humanidad, de las cuales puede a veces brotar algún destello de creatividad, pero que siguen siendo inferiores a los suyos». «En la determinación de aquello de lo que hay que protegerse, de lo que hay que mejorar y de lo que hay que defender, ya no se sitúa en primer plano la raza, sino la cultura, la sociedad, la nación o simplemente la forma de vida propia».
En la actualidad es posible hablar de microrracismos. Los microrracismos son desaires, prácticas, palabras, dichos, chistes, comportamientos cotidianos o mensajes discriminatorios de los que se vale un grupo étnico para ejercer su poder sobre otro. Los microrracismos son tan sutiles que,  a menudo, pueden pasar desapercibidos. De ahí, el prefijo «micro» se antepone a la palabra «racismo» y que ya es una palabra normalizada por la Real Academia de la Lengua Española en el idioma español.